# Шер
Шер (англ. Cher), уроджена Ше́рилін Саркіся́н (англ. Cherilyn Sarkisian; нар. 20 травня 1946, Ель-Сентро, Каліфорнія, США) — американська співачка, авторка пісень, акторка, телеперсона, продюсерка, підприємиця та кінорежисерка. Деякі медіа описують Шер як «богиню попмузики й втілення жіночої автономії в галузі, де домінують чоловіки». Прославилася характерним контральто, а також понад 60-літнім доробком у різних сферах розважального бізнесу з адаптацією під різні стилі і тренди.
Перший успіх до Шер прийшов 1965 року, коли вона співала у фолк-роковому дуеті «Sonny & Cher» із своїм чоловіком Сонні Боно. Їхня пісня «I Got You Babe» посіла перше місце в американських і британських чартах. За даними журналу «Time», до кінця 1967 року вони продали 40 мільйонів платівок у світі, їх називали «найкрутішим» роковим дуетом. Паралельно з участю в дуеті Шер почала сольну кар'єру, випустивши в 1966 році свою першу пісню «Bang Bang (My Baby Shot Me Down)» тиражем два мільйони платівок. У 1970-х роках Шер стала телеведучою, брала участь у телешоу «Шер» і «Комедійна година Сонні і Шер», які збирали понад 30 мільйонів глядачів щотижня протягом трьох років. На шоу Шер вбиралася у різні вигадливі костюми, ставши законодавицею моди 70-х.
Під час роботи на телебаченні Шер зарекомендувала себе як сольна виконавиця, випустивши сингли: «Gypsys, Tramps & Thieves», «Half-Breed» і «Dark Lady», які очолили чарт США «Billboard Hot 100». Розлучившись із Сонні Боно 1975 року, вона повернулася до музики лише 1979 року. Після виходу диско-альбому «Take Me Home» Шер заробляла 300 тис. доларів на тиждень, коли протягом 1980—1982 років давала серію концертів у Лас-Вегасі.
1982 року Шер дебютувала на Бродвеї у п'єсі «Повертайся о п'ятій і десятій, Джиммі Діне, Джиммі Діне» і знялася в її екранізації. Згодом вона здобула визнання кінокритики за ролі у фільмах «Сілквуд» (1983), «Маска» (1985), «Іствікські відьми» (1987). Стрічка «Влада місяця» (1987) принесла їй премію «Оскар» за найкращу жіночу роль. Потім Шер поновила музичну кар'єру, записавши рок-орієнтовані альбоми «Cher» (1987), «Heart of Stone» (1989) і «Love Hurts» (1991), кожен з яких супроводжувався випуском успішних синглів «I Found Someone», «If I Could Turn Back Time» і «Love and Understanding».
Черговий пік комерційного успіху Шер припав на 1998 рік — після випуску альбому «Believe». Його титульна пісня до сьогодні комерційно найуспішніша з усіх пісень, які випускали жінки-виконавиці у Великій Британії. У «Believe» по-новаторському використано технологію «Auto-Tune» — застосовано так званий ефект Шер. Її прощальний тур «Living Proof» 2002—2005 років став одним із найкасовіших концертних турів усіх часів, з прибутком понад 250 млн доларів. 2008 року Шер підписала контракт на 180 млн доларів за серію концертів у «Сізарс-Пелес» у Лас-Вегасі, де виступала зі своїм шоу ««Cher at the Colosseum»» до 5 лютого 2011 року. 2018 року Шер виконала одну з головних ролей у музичному лірично-комедійному фільмі «Мамма міа! Це знову ми», повернувшись у кіно після фільму «Бурлеск» 2010 року. Натхненна роллю, 2018 року вона випустила альбом «Dancing Queen», який досяг третьої сходинки в чарті «Billboard 200». Такий же успіх у США мав лише альбом «Closer to the Truth» 2013 року, який вважають «найбільш сольним» альбомом Шер.
Шер — одна з комерційно найуспішніших виконавиць у світі. За свою кар'єру вона продала понад 100 млн платівок. До її досягнень належать «Греммі», «Еммі», «Оскар»; три премії «Золотий глобус», премія Каннського кінофестивалю і нагорода від імені Кеннеді-центру та Ради модельєрів Америки. На сьогодні, вона — єдина виконавиця, чиї сингли посідали першу сходинку в чарті «Billboard» шість десятиліть поспіль, від 1960-х до 2010-х років. Крім музичних та акторських заслуг, Шер відома своїми політичними поглядами, благодійністю і соціальною активністю, зокрема діяльністю в заходах на захист прав ЛГБТ-спільноти та запобігання поширенню ВІЛ/СНІДу.

## Життя і кар'єра

### Ранні роки

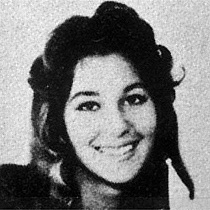
Шер у шкільні роки (1960)

Шер, уроджена Шерилін Саркісян, народилася 20 травня 1946 року в місті Ель-Сентро штату Каліфорнія. Її батько, Джон (Карапет) Саркісян, вірменин за походженням, працював водієм вантажівки. Він хворів на лудоманію й був наркозалежним. Мати, Джорджія Голт (уроджена Джекі Джин Крауч) мала ірландське, англійське, німецьке та черокське коріння. Вона підробляла моделлю і знімалась у другорядних ролях. Дідусь і бабуся Шер по батьковій лінії пережили геноцид вірмен. Батько рідко бував удома, й подружжя розлучилося, коли Шер минуло десять місяців. Удруге її мати одружилася з Джоном Саутголлом. У них народилася дочка Джордженн, єдиноутробна сестра Шер.
Переїхавши до Лос-Анджелеса, її мати працювала офіціанткою. Пізніше змінила ім'я на Джорджія Голт і далі грала другорядні ролі в кіно й на телебаченні. Вона також випросила епізодичні ролі для своїх дочок у телевізійних шоу «Пригоди Оззі та Гаррієт». Стосунки матері зі Саутголлом закінчилися, коли Шер виповнилося дев'ять років. Вона вважає його своїм батьком і пам'ятає як «добродушного чоловіка, що ставав агресивним, коли забагато випивав». Потім Голт ще кілька разів одружувалася й розлучалася і разом зі своєю сім'єю не раз змінювала місце проживання (зокрема Нью-Йорк, Техас і Каліфорнія). Їм часто бракувало грошей. Шер згадувала, що їй доводилося підремонтовувати своє взуття, скріплюючи гумовими стрічками, щоб воно не розпалось. Одного разу мати залишила Шер у дитячому будинку на кілька тижнів. Цей період для обох був психологічно важким, хоча вони й бачилися щодня.
Навчаючись у п'ятому класі, Шер поставила мюзикл «Оклахома!» для свого вчителя й класу. Вона організувала гурт дівчат, займалася режисурою й хореографією танцювальних програм. Шер не змогла умовити хлопчиків узяти участь у ньому, тому вирішила сама грати чоловічі ролі й співати відповідні пісні. До дев'яти років у неї розвинувся незвичайно низький голос. Шер захоплювалася зірками кіно. Дівчинка фанатіла від Одрі Гепберн, особливо, від її ролі у фільмі «Сніданок у Тіффані» (1961). Наслідуючи її, Шер виробила звичку одягатися екстравагантно. Її також надихали Марлен Дітріх, Бетті Девіс і Кетрін Гепберн. Серед тодішніх голлівудських акторок їй бракувало темноволосого типажу, тому їй нікого було наслідувати. З дитинства дівчинка мріяла прославитись, але почувалася непривабливою й бездарною. Пізніше Шер прокоментувала цей настрій: «Я не могла придумати нічого, що могла би зробити… Я не думала, що зможу стати співачкою або танцівницею. Я просто думала, ну, буду знаменитою. Це — моя мета».
1961 року Голт і завідувач банку Гілберт Лап'єр побралися. Вітчим удочерив Шер (під ім'ям Шеріл Лап'єр) і Джордженн, та записав їх до підготовчої школи коледжу Монклер. Потім дівчата навчалися в приватній школі в Енсіно, де переважно вчилися діти з багатих сімей. Шкільне середовище, що складалося з вихідців із вищих верств, стало викликом для Шер. Біограф Конні Берман писав: «[вона] виділялася серед інших і привабливою зовнішністю, і товариським характером». Колишній однокласник прокоментував: «Я ніколи не забуду, як уперше побачив Шер. Вона була такою особливою… Вона, наче кінозірка, просто тут і зараз… Вона сказала, що збирається стати кінозіркою, і ми знали, що так і буде». Хоча Шер і не навчалася на відмінно, та, зі слів Бермана, вона була розумною і креативною дівчинкою. З французької та англійської мов мала дуже високі оцінки. У дорослому віці вона дізналася, що має дислексію. Шер вирізнялася своєю нетривіальною поведінкою. Під час обідньої перерви могла заспівати пісні для учнів чи просто дивувала ровесників укороченими топами, демонструючи оголений живіт. Пізніше вона згадувала: «Я ніколи по-справжньому не вчилася в школі. Я завжди думала про той час, коли стану дорослою і знаменитою». У шкільні роки вона мала спорадичні стосунки з актором Ворреном Бітті.

### 1962—1965: сольна кар'єра і перші успіхи

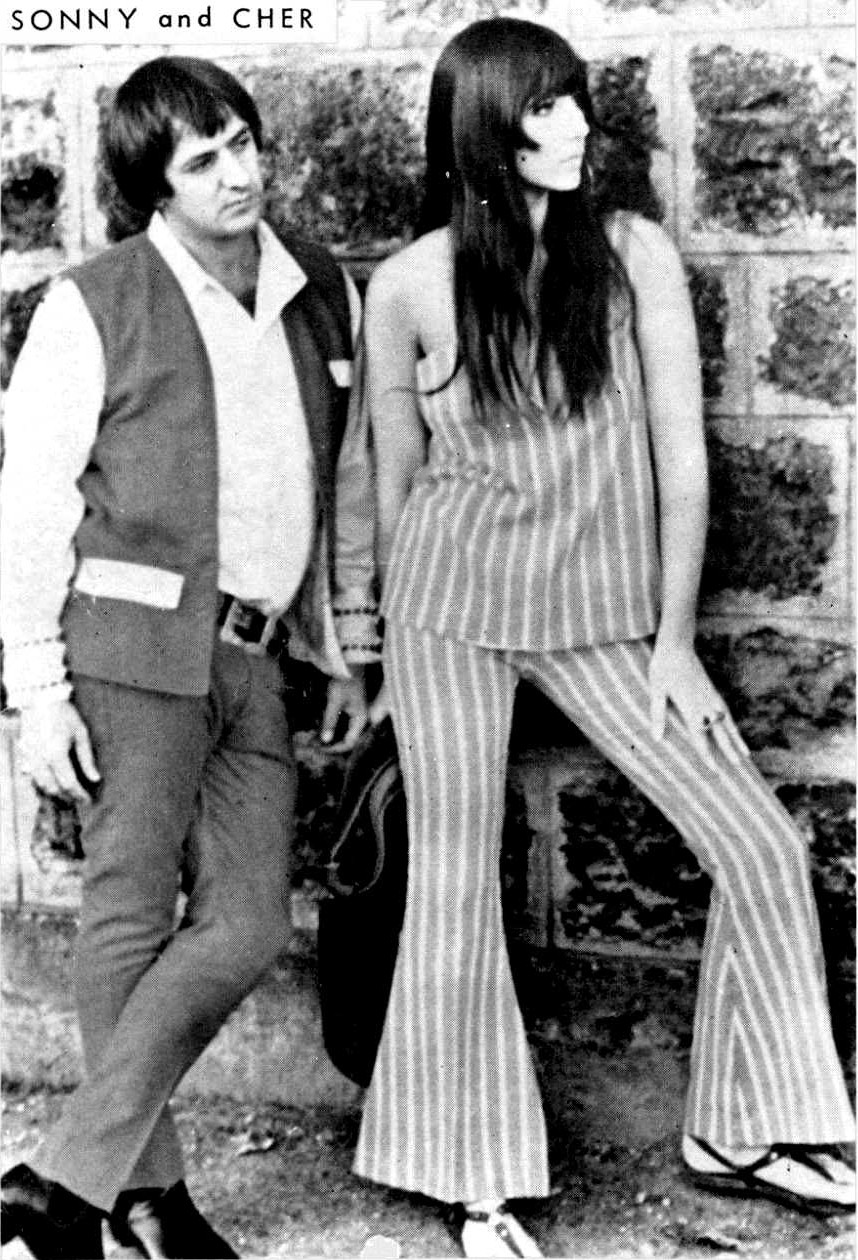
Дует «Sonny & Cher», рекламне фото 1960-х

У 16 років Шер залишила школу, покинула будинок своєї матері і разом з подругою переїхала до Лос-Анджелеса. Вона брала уроки акторської майстерності, а на життя заробляла танцями в маленьких клубах у голлівудському районі Сансет-Стріп, де знайомилася з виконавцями, менеджерами і агентами. За словами Бермана, «Шер без вагань зверталася до будь-кого, хто, на її думку, допоміг би їй вирватися, організувати нове знайомство або прослуховування». У листопаді 1962 року Шер познайомилася з виконавцем Сонні Боно, який тоді працював на звукорежисера Філа Спектора. Після того як її подруга переїхала, Шер погодилась на пропозицію Сонні стати його економкою. Сонні познайомив Шер зі Спектором, який залучив її як бек-вокалістку до багатьох записів, зокрема пісень «Be My Baby» гурту «The Ronettes» і «You've Lost That Lovin' Feeling» дуету «The Righteous Brothers». Саме Спектор випустив її перший сингл, «Ringo, I Love You», який Шер записала під іменем Бонні Джо Мейсон і який був комерційно невдалим. Пісня відкидалася програмерами багатьох радіостанцій, оскільки глибокий контральто Шер нагадував їм чоловічий вокал, і через це їм здавалося, що пісню про кохання, присвячену барабанщику «The Beatles» Рінго Старру, співає гомосексульний чоловік.
Шер і Сонні стали близькими друзями, а згодом і коханцями. 27 жовтня 1964 року вони неофіційно одружилися, весільна церемонія відбулась у номері готелю в Тіхуані, Мексика. Хоча Сонні хотів, щоб Шер була сольною виконавицею, через свій страх сцени вона запропонувала йому виступати разом, і він почав долучатися до неї на сцені, співаючи гармонії. Дивлячись на Сонні, Шер приховувала свою нервозність, а згодом пояснила, що «співала людям завдяки його посередництву» Наприкінці 1964 року вони створили дует «Caesar & Cleo» й випустили сингли «Do You Wanna Dance?», «Love Is Strange» і «Let the Good Times Roll», які отримали багато негативних відгуків.
Наприкінці 1964 року Шер підписала контракт з лейблом «Imperial», філією «Liberty Records», а Сонні став її продюсером. Сингл Шер «Dream Baby», під назвою «Cherilyn», випустили в ефір у Лос-Анджелесі. Натхненна співпрацею з «Imperial», Шер працювала з Сонні над своїм другим сольним синглом на цьому лейблі, кавер-версією пісні Боба Ділана «All I Really Want to Do», яка 1965 року досягла 15-го місця в американському чарті «Billboard Hot 100». Тим часом гурт «The Byrds» випустив власну кавер-версію тієї ж пісні. Коли в чартах синглів між Шер і «The Byrds» почалося суперництво, лейбл гурту перемкнувся на рекламу іншої пісні з Б-сторони їхнього синглу. Фронтмен «The Byrds» Роджер МакҐвін прокоментував: «Нам подобалася версія Шер. Ми не хотіли зайвого галасу. Тому ми просто перевернули нашу платівку». Дебютний альбом Шер «All I Really Want To Do» 1965 року, досяг 16-го місця в «Billboard 200», пізніше оглядач Тім Сендра з «AllMusic» описав його як «один із найсильніших фолк-поп альбомів тієї епохи».

### 1965—1967: популярність Сонні і Шер

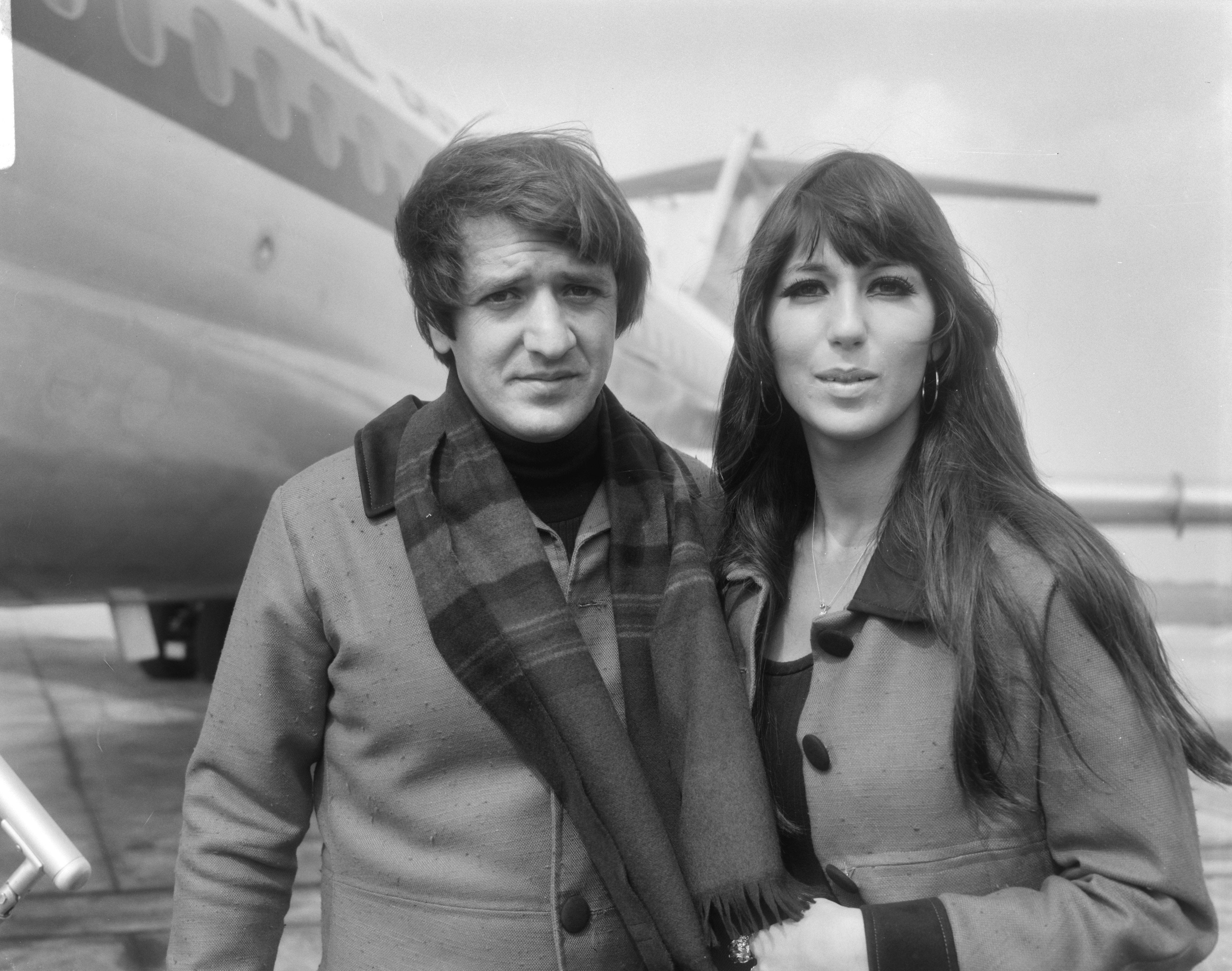
Сонні і Шер (1966)

На початку 1965 року «Caesar & Cleo» взяли собі назву «Sonny & Cher». Після запису пісні «I Got You Babe», з поради гурту «The Rolling Stones», у липні 1965 року вони вирушили до Англії. Шер згадувала: «[вони] сказали нам… що американці просто не розуміють нас, і якщо ми хочемо стати популярними, то маємо поїхати в Англію». За словами письменниці Сінтри Вілсон, «англійські газетні фотографи з'явилися, коли S&C викинули з лондонського „Гілтона“ [через їхні костюми] того самого вечора, коли вони прибули; буквально за одну ніч вони стали зірками. Лондон божеволів від досі небаченого вигляду S&C, не схожих ні на „модів“, ні на „рокерів“».
Пісня «I Got You Babe» посіла перше місце в чарті «Billboard Hot 100» і, зі слів оглядача «AllMusic» Брюса Едера, стала «одним з найпродаваніших і найулюбленіших попрок-хітів середини 60-х», 2003 року журнал «Rolling Stone» ввів її до списку «500 найкращих пісень усіх часів». Коли пісня опустила позиції гурту «The Beatles» з вершини британських чартів, англійські підлітки почали наслідувати стиль одягу Сонні і Шер — смугасті штани-кльош, гофровані сорочки, замки-блискавки і хутряні жилети. Повернувшись до Америки, дует кілька разів виступив на підліткових шоу «Hullabaloo» і «Shindig!», і завершив тур концертами на найбільших сценах США. Виступи дуету відвідували дівчата, що копіювали Шер — «випрямляли волосся, фарбували його в чорний колір, носили жилети і кльоші». Таким чином Шер розширила межі своєї творчості, створивши лінію одягу.
Перший альбом «Sonny & Cher», «Look at Us», що вийшов 1965 року на «Atco Records», філії корпорації «Atlantic Records», вісім тижнів перебував на другому місці чарту «Billboard 200», поступившись альбому «Help!» гурту «The Beatles». Музика дуету стала популярною, і він успішно конкурував із популярними в ті часи представниками «Британського вторгнення» і лейблу «Мотаун». Письменник Джозеф Мерреллс описав «Sonny & Cher» як «одних з провідних представників рок-фольк-меседж типу пісні, гібриду, що поєднує в собі найкраще та інструментарій рок-музики з народною лірикою, й часто тексти протесту». В період між 1965 і 1972 роками окремі сингли «Sonny & Cher» десять разів потрапляли в чарт «Billboard Top 40», серед них п'ять увійшли в «топ-10»: «I Got You Babe», «Baby Don't Go», «The Beat Goes On», «All I Ever Need Is You», і «A Cowboy's Work Is Never Done». На якийсь момент, п'ять пісень дуету одночасно потрапили у «топ-50», що стало повторенням рекорду, поставленого раніше тільки гуртом «The Beatles» і Елвісом Преслі. На кінець 1967 року дует продав 40 мільйонів платівок у всьому світі й, за словами журналістки Джинії Беллафанте з журналу «Time», вважався «найкрутішим» роковим дуетом.
Наступні релізи Шер засвідчили, що її сольні пісні можуть конкурувати з виконаними дуетом. Альбом «The Sonny Side of Chér» 1966 року містив пісню «Bang Bang (My Baby Shot Me Down)», яка досягла другого місця в США і стала її першим сольним синглом з мільйонним тиражем. В альбомі «Chér», що також вийшов 1966 року, була композиція «Alfie» Берта Бахарака і Гела Девіда. Її, вперше у виконанні американки, ввели як звуковий супровід титрів американської версії однойменного фільму 1966 року. Альбом «With Love, Chér» (1967) містив пісні, які біограф Марк Беґо назвав «маленькими оповідями мильної опери, покладеними на рок-музику», зокрема сингл «You Better Sit Down Kids», що потрапив до «топ-10» чарту США. 14 липня 1967 року у Шер стався викидень.

### 1967—1970: негативна реакція з боку молодого покоління, перший шлюб
Наприкінці 1960-х років музика Сонні і Шер перестала потрапляти у чарти. На думку Бермана, «важке, гучне звучання таких гуртів як „Jefferson Airplane“ і „Cream“ зробило фолк-рок-музику Сонні і Шер надто прісною». Згодом Шер сказала: «Мені дуже подобалося нове звучання „Led Zeppelin“, Еріка Клептона, гуртів, орієнтованих на електрогітару. Залишившись наодинці з собою, я б змінилася з часом, бо музика справді заводила мене. Але [Сонні] це не сподобалося — і все». Їхній моногамний спосіб життя в період сексуальної революції і позиція проти вживання наркотиків, на яку вони стали за часів розквіту наркокультури, позбавили їх популярності серед американської молоді. Як висловився письменник Марк Беґо, «попри свій революційний унісекс-одяг, Сонні і Шер були досить „нормальними“ щодо сексу і наркотиків». Намагаючись привернути до себе молоду аудиторію, 1967 року Сонні і Шер зіграли ролі самих себе у фільмі «Хороші часи», що виявився комерційно невдалим.

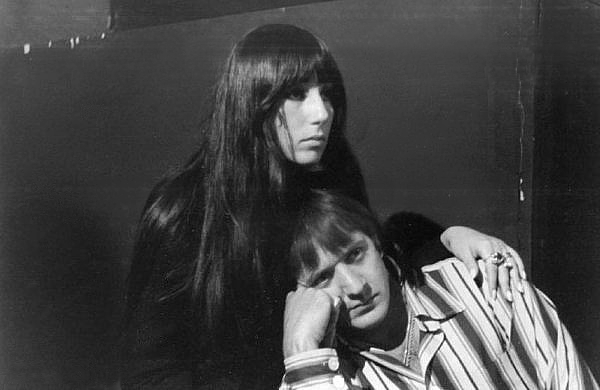
Сонні і Шер (1966)

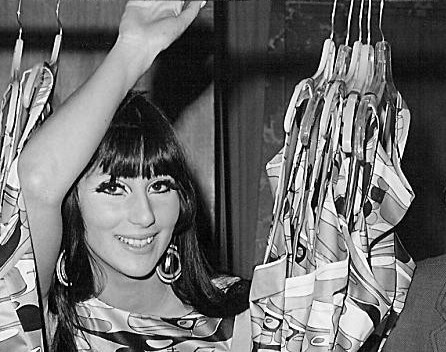
Шер на знімальному майданчику телесеріалу «Агенти U.N.C.L.E.» (1967)

Наступний альбом Шер, «Backstage» 1968 року, з піснями різних музичних напрямків, зокрема бразильського джазу, виконаними в дусі антивоєнних протестів, не мав комерційного успіху. 1969 року Шер розірвала контракт з «Imperial Records». Крім того, Шер і Сонні розірвали контракт з «Atco Records». Однак лейбл захотів підписати контракт з Шер на запис сольного альбому. Альбом «3614 Jackson Highway» 1969 року, записаний без вказівок Сонні, характерний експериментами з соул-музикою. Оглядач Марк Демінґ з «AllMusic» назвав його «чи не найкращим альбомом у її кар'єрі» і «одкровенням» упродовж десятиліть. Незадоволений альбомом «3614 Jackson Highway», Сонні не дозволив Шер і далі записуватись на «Atco Records».
Тим часом Сонні зустрічався з іншими жінками, і наприкінці 1960-х його стосунки з Шер почали руйнуватися. Згодом, згідно з журналом «People», «[Сонні] відчайдушно намагався повернути її, сказавши, що хоче одружитися й створити сім'ю». 4 березня 1969 року Шер народила дочку, яку назвали Честіті Боно (її нинішнє ім'я Чез Боно), і тоді вони офіційно одружилися.
Дует узяв кредит під заставу будинку й витратив 500 тис. доларів на створення фільму «Честіті» (1969). Сонні виступив сценаристом та режисером, але не актором. У фільмі йдеться про історію молодої жінки, роль якої зіграла Шер, у пошуках сенсу життя. Стрічка зазнала комерційного краху, а борги пари сягнули до 190 тис. доларів. Однак деякі критики, відгукуючись про фільм, відзначали, що Шер продемонструвала акторський потенціал. Журнал «Cue» писав: «Шер має дивовижну здатність, що часто змушує вас забути слова, які ви чуєте».
У найнижчій точці своєї кар'єри дует підготував програму на основі своїх виступів у нічних клубах, а їхній підхід до звучання та стилю став виваженішим. За словами письменниці Сінтри Вілсон, «їхній салонний номер був такий депресивний, що люди почали пускати в'їдливі шпильки. Шер у відповідь також стала в'їдливою. Сонні її сварив, тоді вона стала в'їдливою і до нього». Але саме ця «в'їдливість» стала їхньою «фішкою» і почала приваблювати глядачів. Телеменеджери звернули на це увагу і знову стали запрошувати їх на передачі, що транслювалися в найкращий час, де дует представляв свій «новий вигадливий і зрілий образ». Шер почала вдягати спокусливі сукні з глибоким вирізом, які стали її особливою ознакою. Телевізійні керівники взяли це до відома, і пара почала виступати як запрошені зірки у прайм-тайм-шоу, де вони постали в «новому, витонченому і зрілому» образі.

### 1971—1974: прорив у телевізійній кар'єрі, перше музичне повернення
Помітивши Сонні і Шер у ролі запрошених ведучих на «Шоу Мерва Гріффіна» 1971 року, директор програм телерадіомережі CBS Фред Сілвермен запропонував Сонні і Шер започаткувати власну телевізійну програму. Прем'єра комедійного серіалу «Комедійна година Сонні і Шер» відбулася 1 серпня 1971 року. Спочатку випустили шість серій, але завдяки високим рейтингам у грудні його почали показувати на постійній основі.

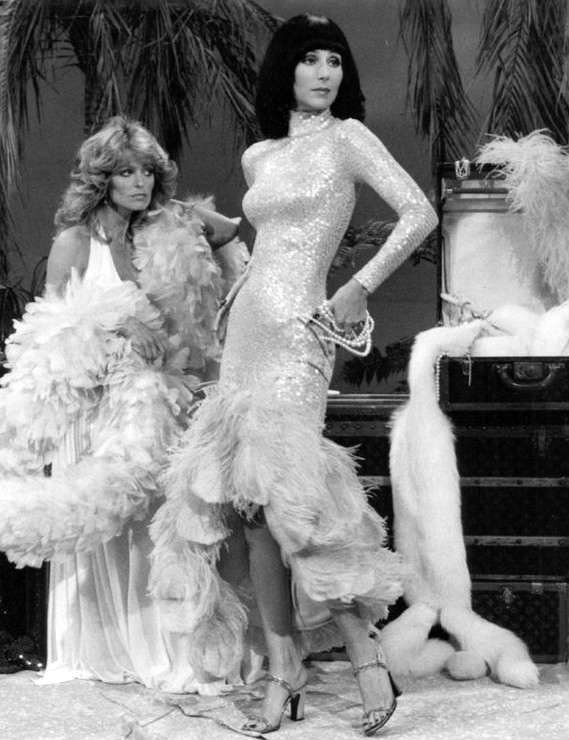
Шер (праворуч) з Фаррою Фоссет під час «Комедійної години Сонні і Шер» (1976)

За три роки трансляції серіал «Комедійна година Сонні і Шер», де незворушна Шер глузувала з зовнішності і низького зросту Сонні, щотижня дивилося понад 30 млн глядачів. За словами Бермана, вони «випромінювали ауру тепла, жартівливості і турботи, що тільки збільшувало їхню аудиторію. Глядачі були ще більше зачаровані, коли на шоу також з'явилася маленька Честіті. Вони здавалися ідеальною сім'єю». Шер відточувала свою акторську майстерність у комедійних ролях зухвалої домогосподарки Лаверн, сардонічної офіціантки Рози та історичних постатей — жінок-вамп, як-от Клеопатра і Міс Седі Томпсон. Одяг Шер, створений модельєром Бобом Маккі, сприяв привабливості цього шоу, а її стиль вплинув на віяння моди 1970-х.
1971 року Сонні і Шер підписали контракт з лейблом «Kapp Records», філією «MCA Records». На цьому лейблі Шер випустила сингл «Classified 1A», автором якого був Сонні. Ліричний герой цієї пісні — солдат, що стікає кров'ю у В'єтнамі. Сонні вважав, що її перший сольний сингл на лейблі має бути гострим і актуальним, але радіостанції відхилили пісню як некомерційну.
Оскільки перші спроби Сонні поновити свою кар'єру співака в дуеті з Шер також не увінчалися успіхом, для роботи з ними фірма «Kapp Records» найняла продюсера Снаффа Ґарретта. Він випустив перший американський сольний сингл Шер «Gypsys, Tramps & Thieves», який «довів, що… Ґарретт знав про голос Шер і її особистість співачки більше, ніж Сонні», — писав Беґо. «Gypsys, Tramps & Thieves» — перший сингл соло-виконавиці, який одночасно очолив американський чарт «Billboard Hot 100» і канадський чарт синглів. Журнал «Billboard» назвав його «однією з найкращих пісень ХХ століття». Сингл потрапив до альбому «Chér» 1971 року (згодом перевиданого під назвою «Gypsys, Tramps & Thieves»), що отримав золоту сертифікацію від Американської асоціації компаній звукозапису (RIAA). Другий сингл альбому, «The Way of Love», посів сьоме місце в чарті «Billboard Hot 100» і укріпив статус Шер як виконавиці, що випускає платівки.

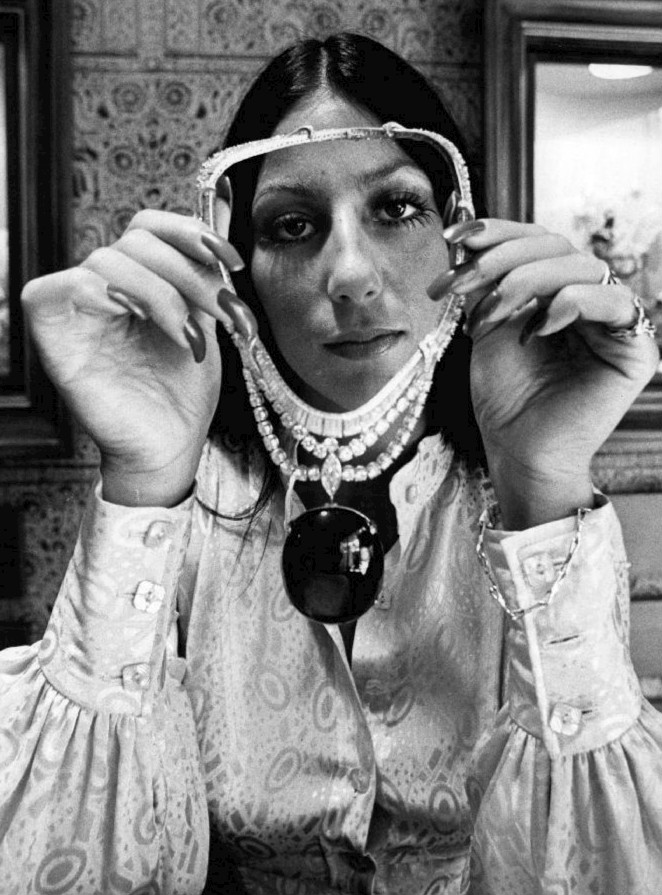
Шер під час «Комедійної години Сонні і Шер» (1971)

1972 року Шер випустила альбом балад «Foxy Lady», продемонструвавши, за словами Беґо, еволюцію своїх вокальних здібностей. Після виходу альбому Ґарретт звільнився з посади продюсера через суперечки з Сонні щодо того, який матеріал повинна записувати Шер. За наполяганням Сонні, 1973 року Шер випустила альбом «Bittersweet White Light» з сучасними записами американської класики 1920—1940-х років, який виявився комерційно невдалим. Того ж року поетеса-піснярка Мері Дін принесла Ґарретту свою, написану спеціально для Шер пісню «Half-Breed» про дочку матері-черокі і білого батька. Хоч у той час Шер не була клієнткою Ґарретта, однак він, вважаючи, що «ця „бомба“ лише для Шер і ні для кого більше», тримав пісню кілька місяців, поки Шер знову почала працювати з ним. Пісня «Half-Breed» увійшла до однойменного альбому і стала другим сольним синглом Шер, що посів перше місце в чартах США. І альбом, і сингл отримали золоті сертифікації від RIAA.
Третім сольним синглом Шер, який посів перше місце в чартах США, став «Dark Lady» 1974 року, що увійшов до однойменного альбому. Пісня посіла перше місце в чарті «Billboard Hot 100», ставши четвертим синглом Шер і зробивши її артисткою з найбільшою кількістю синглів в історії Сполучених Штатів на той час. Пізніше, того ж року, вона випустила альбом «Greatest Hits», який, згідно з журналом «Billboard», довів, що вона «одна з найпослідовніших хітмейкерів за останні п'ять років», а також «визнана суперзірка, записи якої завжди мають збут».
З 1971 по 1973 рік Сонні і Шер співали разом і випустили чотири альбоми на лейблах «Kapp Records» і «MCA Records»: «Sonny & Cher Live» (1971), «All I Ever Need Is You» (1972), «Mama Was a Rock and Roll Singer, Papa Used to Write All Her Songs» (1973) і «Live in Las Vegas Vol. 2» (1973). Згодом Шер так прокоментувала цей період: «Я могла зробити цілий альбом… за три дні… Ми гастролювали… і ми створювали шоу „Sonny & Cher“».

### 1974—1979: розлучення з Сонні Боно, другий шлюб, падіння популярності

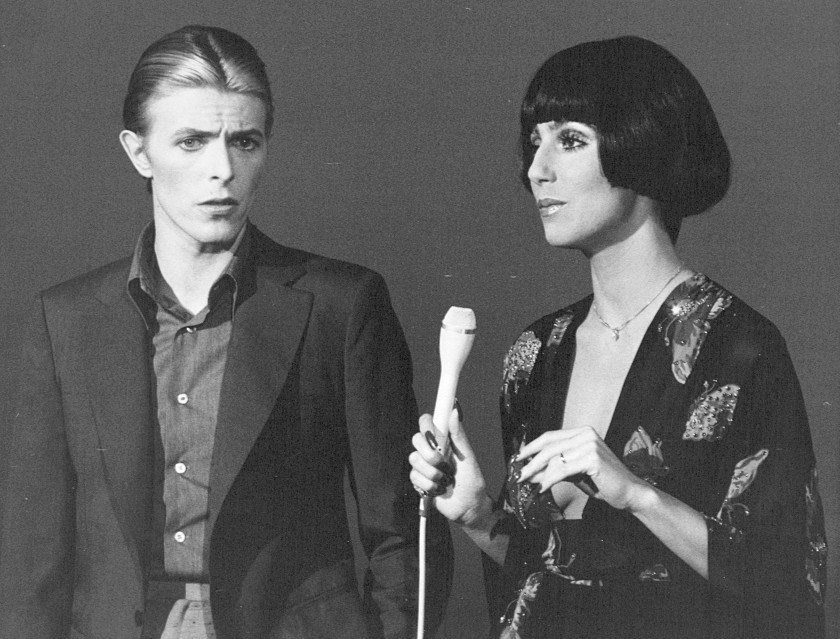
Шер і Девід Бові на телешоу «Шер» (1975)

З кінця 1972 року у Шер і Сонні виникли сімейні проблеми, хоч їх приховували від публіки до 1974 року. «Публіка все ще думає, що ми одружені», — писав тоді Сонні у своєму щоденнику, — «і так воно й повинно бути». У лютому 1974 року Сонні подав заяву на розлучення, вказавши причиною «непримиренні розбіжності». Через тиждень Шер подала зустрічний позов до суду і звинуватила Сонні в «мимовільному рабстві», заявивши, що він приховує від неї гроші і позбавляє її законної частки їхнього заробітку. Подружжя боролося в суді за фінанси та право опіки над Честіті, яке врешті-решт надали Шер. Процес їхнього розлучення завершився 26 червня 1975 року.
1974 року Шер здобула премію «Золотий глобус» у номінації «Найкраща жіноча роль у серіалі — мюзикл або комедія» за «Комедійну годину Сонні і Шер». Того ж року Сонні мав прем'єру сольного шоу у телемережі ABC, «Комедійне ревю Сонні», у якому брала участь творча команда, що працювала над попереднім шоу Сонні і Шер. Через 13 тижнів шоу закрили.
Під час судового процесу розлучення Шер два роки мала стосунки з керівником компанії звукозапису Девідом Ґеффеном, який звільнив її від ділової угоди з Сонні, за якою вона мала працювати суто на компанію «Cher Enterprises», якою керував Сонні. Ґеффен організував Шер контракт на 2,5 млн доларів з «Warner Bros. Records», і 1975 року вона почала працювати над своїм першим альбомом під цим лейблом. За словами Беґо, «вони хотіли, щоб [цей альбом] змусив мільйони шанувальників у всьому світі сприймати її як справжню рок-зірку, а не тільки як попспівачку».
Шер намагалась розширити стильову різноманітність власної музики, слухаючи таких виконавців, як Стіві Вандер, Елтон Джон, Джеймс Тейлор, Карлі Саймон, Джоні Мітчелл і Боб Ділан, але в підсумку альбом «Stars» не здобув комерційного успіху і позитивних оцінок критиків. Журналістка Джанет Маслін з тижневика «The Village Voice» писала: «Шер-це просто не рок-н-ролер… Імідж, а не музика, є основним складником Шер-Боно і для платівок, і для телебачення». Відтоді альбом став культовою класикою і вважається однією з найкращих її робіт.

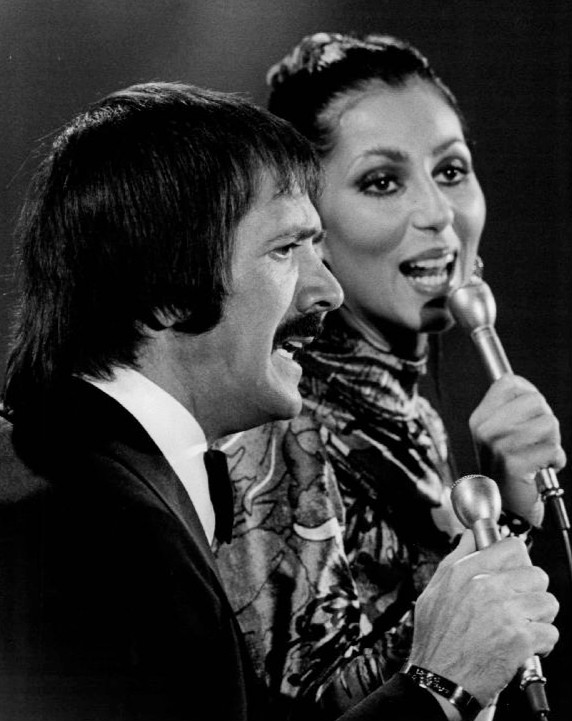
Шер і Сонні Боно на телешоу «Шер» (1975)

16 лютого 1975 року Шер повернулася на телебачення з сольним шоу на каналі CBS. Шоу під назвою «Шер» — серія високорейтингових спеціальних випусків, де гостями були Фліп Вілсон, Елтон Джон і Бетт Мідлер. Продюсером шоу був Ґеффен і воно зосереджувалося на піснях Шер, її монологах, комедійних виступах і змінах одягу, яких найбільше було у щотижневому телешоу. Перша критика шоу була прихильною, газета «Los Angeles Times» написала, що «Сонні без Шер був катастрофою. Шер без Сонні, з іншого боку, — найкращим, що могло статися у щотижневому телебаченні цього сезону». На цьому телепроєкті Шер протрималася менше року, його замінили новим шоу, де вона професійно возз'єдналася з колишнім чоловіком Сонні. Вона сказала: «робити шоу самій — це більше, ніж я могла витримати». За словами Ліндсі Золадз з вебсайту «The Ringer», «[Шер] виявила, що цензори телеканалів стали більш пильними, ніж коли вона була одружена з Сонні...  Коли вона була самотньою або мала випадкові знайомства, Шер завжди здавалася більшою загрозою для статус-кво, ніж коли вона була дружиною Сонні».
30 червня 1975 року, через чотири дні після завершення юридичного розлучення з Сонні, Шер одружилася з рок-музикантом Греггом Оллменом, співзасновником гурту «The Allman Brothers Band». Через дев'ять днів вона подала на розлучення через його проблеми з героїном і алкоголем, але протягом місяця вони помирилися. 10 липня 1976 року народила сина Елайджу Блю. У лютому 1976 року в мережі CBS дебютувало телевозз'єднання Сонні і Шер, «Шоу Сонні і Шер», що стало першим шоу, де головні ролі виконувала розлучена пара. Попри те, що шоу мало великий успіх під час прем'єри, образливі жарти Шер і Сонні на екрані щодо їх розлучення, її нібито екстравагантного способу життя та її проблемних стосунків з Оллменом викликали негативну реакцію громадськості, і це, зрештою, сприяло тому, що в серпні 1977 року шоу закрили.
1976 року компанія «Mego Toys» випустила лінійку іграшок і ляльок, схожих на Сонні і Шер, що збіглося з популярністю «Шоу Сонні і Шер». Мініатюрна версія Шер виявилася найпродаванішою лялькою 1976 року, перевершивши Барбі.
Наступні альбоми Шер «I'd Rather Believe in You» (1976) і «Cherished» (1977), останні, де за наполяганням продюсерів «Warner Records», вона повернулася до свого попстилю, були комерційно невдалими. Кіт Тубер із журналу «Orange Coast» зауважив: «Щотижневий телевізійний серіал... може обернутися катастрофою для артиста, що записується... Регулярний виступ на телебаченні давав змогу людям бачити і чути цих виконавців без необхідності купувати їхні платівки... Саме це сталося з Шер [...]». 1977 року у рубриці «Allman and Woman», вона записала разом з Оллменом дуетний альбом «Two the Hard Way». Після виходу альбому їхні стосунки закінчилися, а процес розлучення завершився 1979 року. Від 1978 року в Шер два роки були стосунки з членом гурту «Kiss» Джином Сіммонсом. Того ж року вона офіційно скоротила своє ім'я з «Шерилін Саркісян Ла П'єр Боно Оллмен» до простого «Шер». У цей час Шер повернулася на телебачення у спецвипусках «Шер… Спецвипуск» (1978) на каналі ABC (15-хвилинному сегменті, у якому вона виконувала всі ролі у власній версії мюзиклу «Вестсайдська історія») та «Шер... й інші фантазії» (1979), які транслювали у прайм-тайм.

### 1979—1982: друге музичне повернення, перехід від диско-музики до року

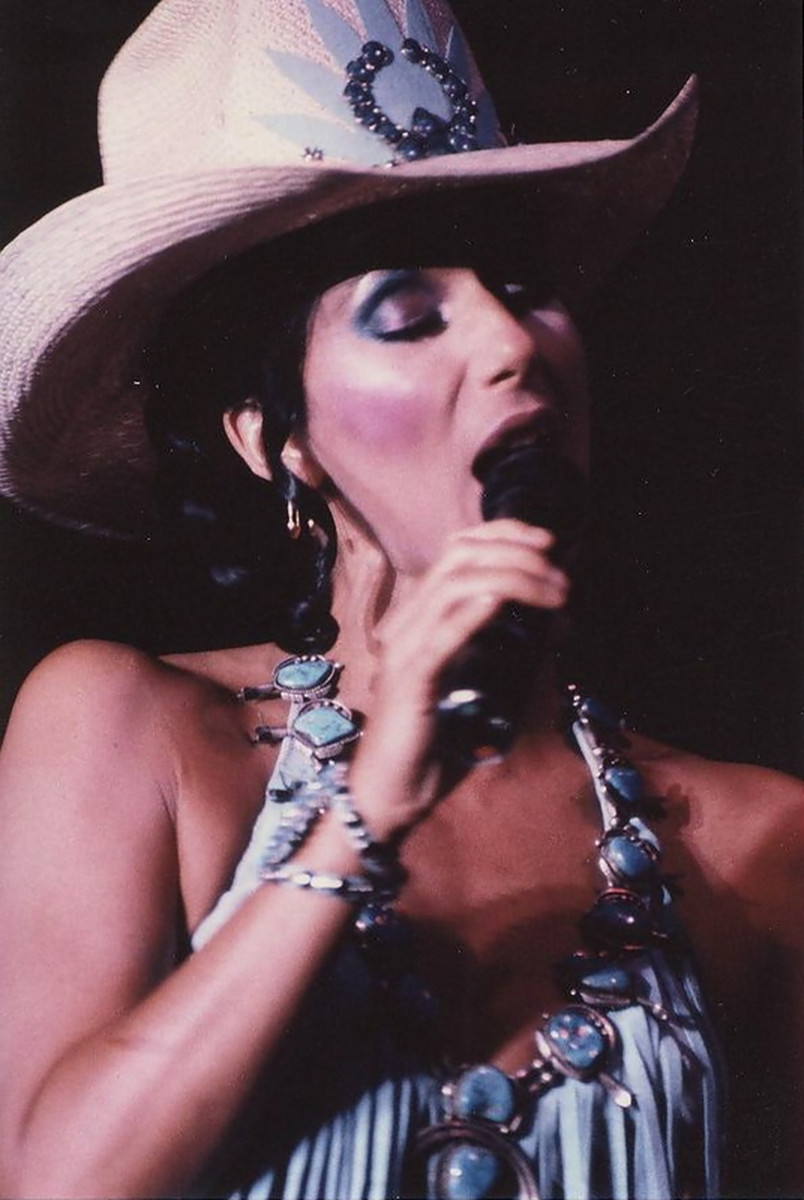
Шер під час концерту в Лас-Вегасі (1981)

Як мати-одиначка з двома дітьми, Шер розуміла, що їй потрібно визначитись з напрямком своєї співочої кар'єри. Шер вирішила тимчасово відмовитися від свого бажання бути рок-співачкою, підписала контракт з «Casablanca Records» і звернулась до іншого стилю, випустивши сингл «Take Me Home» та однойменний альбом, що принесли їй прибутки завдяки популярності диско. І альбом, і сингл мали миттєвий успіх, вони залишалися бестселерами понад шість місяців у 1979 році і отримали золоту сертифікацію від RIAA. Існує версія, що зображення на обкладинці напівоголеної Шер у одязі вікінгів сприяло продажам альбому. Попри те, що Шер спершу не захоплювалась музикою диско, співачка змінила свою думку після успіху, коментуючи: «Я ніколи не думала, що захочу створювати диско… [але] це дивовижно! Це чудова музика для танців. Я думаю, що танцювальна музика — це те, чого всі хочуть».
Натхненна популярністю альбому «Take Me Home», у своєму наступному альбомі «Prisoner» 1979 року, Шер вирішила повернутися до рок-музики. На обкладинці альбому Шер зображена закутаною ланцюгами як «полонянка преси», що викликало суперечку серед феміністських груп щодо сприйняття її зображення публікою як секс-рабині. Вона додала туди кілька рок-пісень, внісши розлад у цей загалом диско-реліз, тому альбом зазнав комерційного провалу. Для альбому «Prisoner» створили сингл «Hell on Wheels», що став саундтреком до фільму «Бугі на роликах». У пісні обіграно тему масового захоплення роликовими ковзанами наприкінці 1970-х років, що й сприяло її популярності.
1980 року разом з італійським продюсером Джорджо Мородером Шер записала свою останню диско-пісню «Bad Love» на «Casablanca Records» для фільму «Лисиці». Того ж року, зі своїм тодішнім коханцем гітаристом Лесом Дудеком, вона заснувала рок-гурт «Black Rose». Попри те, що Шер була фронтвумен, вона не отримувала найбільших гонорарів, оскільки хотіла створити враження рівноправності всіх учасників гурту. Співачка створила для себе панк-образ, підстригши своє фірмове довге волосся, через те, що її легко впізнавали, коли вона виступала з гуртом. Попри виступи на телебаченні, гурт не зміг здобути достатньої популярності для концертної діяльності. Їхній альбом «Black Rose» отримав несприятливі відгуки, Шер казала журналу «Rolling Stone»: «Критики відреагували різко, хоч атакували не платівку. Вони атакували мене. Щось на кшталт: „як Шер сміє співати рок-н-рол“?».
Гурт «Black Rose» розпався 1981 року. Паралельно з просуванням цього гурту, Шер виступала у концертній резиденції «Сізарс-Пелес» у Лас-Вегасі, заробляючи 300 тис. доларів на тиждень. Трирічні виступи у цій резиденції під назвою «Шер на концерті», розпочаті ще у червні 1979 року, зрештою перетворилися на перший світовий тур Шер як сольної виконавиці (також відомий як «Take Me Home Tour»), з додатковими виступами в Північній Америці, Європі, Південній Африці та Австралії. В рамках цих виступів виходили телевізійні спецпроєкти: «Лише стоячі місця: Шер на концерті» (1981) і «Шер… Святкування в Цезарі» (що транслювали на каналі «Lifetime» у квітні 1983 року), останній з яких приніс Шер нагороду «CableACE Award» за найкращий жіночий виступ в естрадній програмі. 
Крім цього, 1981 року в дуеті з музикантом Міт Лофом вона записала реліз пісні «Dead Ringer for Love», що посів п'яте місце в британському чарті синглів і який оглядач з «AllMusic» Дональд А. Гуаріско пізніше описав як «один тих рок-дуетів 1980-х років, що найбільше надихають». 1982 року «Columbia Records» випустив альбом Шер «I Paralyze», який, попри низький рівень продажів, Беґо пізніше назвав її «найсильнішим і найпослідовнішим сольним альбомом за багато років».

### 1982—1987: прорив у кінокар'єрі, музична перерва

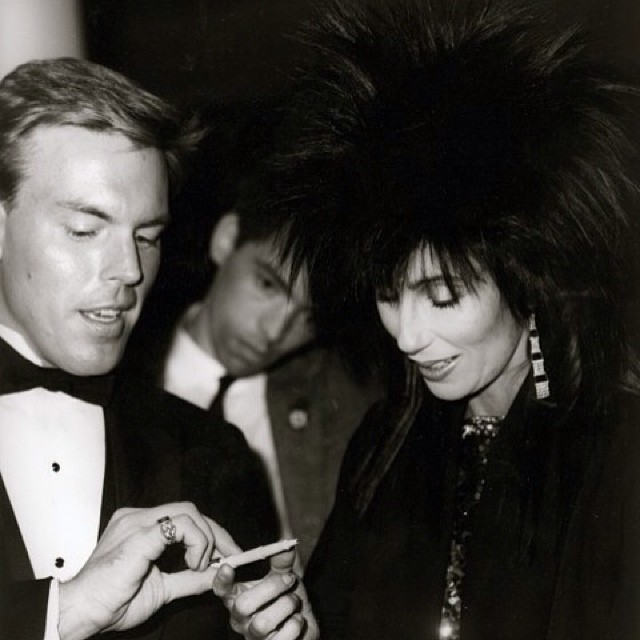
Шер під час автограф-сесії в Нью-Йорку (1985)

Шер вирішила продовжити свою акторську кар'єру через зменшення продажів альбомів і відсутність комерційно успішних синглів. До цього часу фільми в яких вона знялась, «Хороші часи» і «Честіті», зазнали критики і комерційної невдачі, а голлівудський істеблішмент не сприймав її як акторку навсправжки. 1982 року вона переїхала до Нью-Йорка, щоб брати уроки акторської майстерності у Лі Страсберга, засновника акторської студії, та через зміну планів задум не вдався. Шер пройшла прослуховування і режисер Роберт Альтман взяв її на роль члена фан-клубу Джеймса Діна у бродвейській виставі «Повертайся о п'ятій і десятій, Джиммі Діне, Джиммі Діне» до 20-ї річниці фан-клубу. Того ж року Альтман також зняв її в однойменній екранізації. За дебют своєї акторської кар'єри Шер вдячна Альтману: «Без Боба [Роберт Альтман] я б ніколи не знімалася в кіно. Всі казали, що він не буде знімати мене… Я переконана, що Боб був єдиним, кому вистачило сміливості зробити це».
Режисер Майк Ніколс, який бачив гру Шер у фільмі про Джиммі Діна, запропонував їй роль Доллі Пеллікер, співробітниці на заводі і співмешканки-лесбійки для персонажа Меріл Стріп у фільмі «Сілквуд». Коли 1983 року відбулася прем'єра фільму, глядачі сумнівалися у акторських здібностях Шер. Вона згадує, як ходила на попередній перегляд фільму, під час якого глядачі сміялися, побачивши її ім'я в титрах. За цю роль Шер номінували на премію «Оскар» «за найкращу жіночу роль другого плану», а також вручили їй «Золотий глобус» «за найкращу жіночу роль другого плану у кінофільмі».

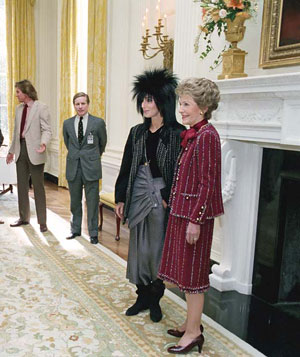
Шер і Ненсі Рейган у Білому домі (1985)

1985 року Шер заснувала кінокомпанію «Isis». Її наступний фільм, «Маска» 1985 року, посів друге місце в прокаті і був першим критичним і комерційним успіхом Шер як провідної акторки. За роль байкерки-наркоманки, матері хлопця-підлітка з важкою фізичною вадою, вона отримала нагороду Каннського кінофестивалю за найкращу жіночу роль, попри те, що коли знімали фільм у неї стався конфлікт з режисером Пітером Богдановичем. За словами письменників Джеймса Періша і Майкла Піттса, вона відвідала 58-му церемонію вручення премії «Оскар» у костюмі тарантула, «щоб показати своє презирство до „системи“», а Естер Цукерман з «Vanity Fair» пізніше назвала це «сукнею помсти за „Оскар“». Інцидент мав великий розголос.
У травні 1986 року Шер запросили в ток-шоу «Пізня ніч з Девідом Леттерманом», де вона назвала Леттермана «an asshole» («мудаком»), що набуло розголосу в ЗМІ. Пізніше Леттерман згадував: «Це завдало мені болю. Шер була однією з небагатьох, кого я справді хотів бачити на шоу… Я почувався цілковитим дурнем, тим більше, що кажу людям всяке різне». 1987 року Шер іще раз взяла участь у цьому телешоу, де разом з Сонні, востаннє перед його смертю, вони виконали імпровізовану версію пісні «I Got You Babe». За словами оглядача журналу «Rolling Stone» Енді Ґріна, «вони не були найкращими друзями в той час, але обидвоє знали, що зроблять незабутню телепередачу. Якби тоді існував YouTube, то наступного ранку це стало б шалено популярним». 2015 року журнал «Rolling Stone» відніс той виступ Шер на телешоу до «Десятки найкращих музичних моментів Девіда Леттермана».

### 1987—1992: кінозірковість, третє музичне повернення

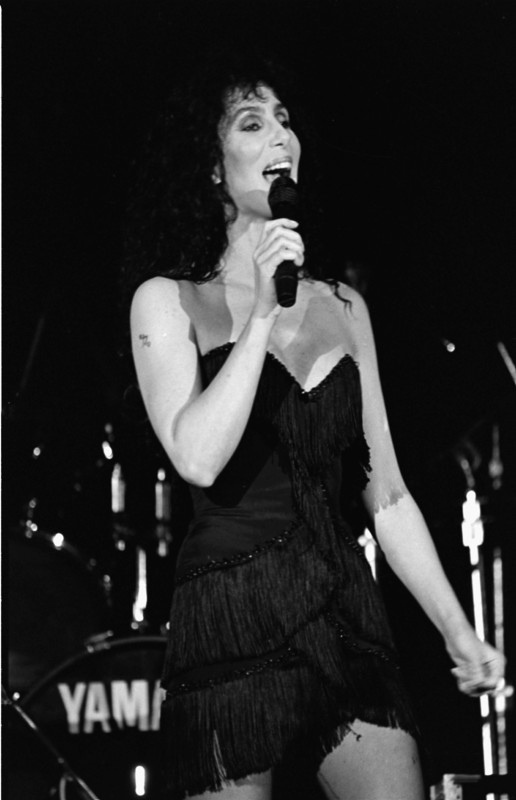
Виступ Шер під час благодійного концерту для Фонду по боротьбі зі СНІДом Елізабет Глейзер (1989)

1987 року Шер знялася в трьох фільмах. У фільмі «Підозрюваний» вона зіграла роль жінки-публічного захисника, якій допомагає один з присяжних у справі про вбивство, що вона веде. У комедійному фільмі жахів «Іствікські відьми», разом з Сьюзен Серендон і Мішель Пфайффер, вона зіграла одну з трьох жінок, що мали зв'язок із «загадковим і багатим гостем з пекла», який приїжджає у містечко Нової Англії. У романтичній комедії Нормана Джуїсона «Влада місяця» вона зіграла вдову-італійку, закохану в молодшого брата свого нареченого. Два останні фільми увійшли в десятку найкасовіших фільмів 1987 року, посівши відповідно, десяту і п'яту сходинки.
Оглядачка Джанет Маслін з газети «The New York Times» пише про фільм «Влада місяця»: «це ще один доказ того, що Шер перетворилася на визначну кінозірку, всі фільми за участі якої варто переглянути». За цей фільм Шер отримала премію «Оскар» «за найкращу жіночу роль» і премію «Золотий глобус» «за найкращу жіночу роль у комедії або мюзиклі». На 1988 рік Шер стала однією з найприбутковіших акторок десятиліття, отримуючи 1 млн доларів за фільм. Того ж року вона випустила парфуми «Uninolated», що за перший рік продажів принесли їй близько 15 млн доларів.
1987 року Шер відновила музичну кар'єру, підписавши контракт з «Geffen Records». Музичні критики Джонні Данза і Дін Ферґюсон описують тогочасний доробок співачки як «її найбільш разючу серію хітів на сьогодні», що увінчала її голову «такою вистражданою короною справжньої рок-н-рольниці…». Майкл Болтон, Джон Бон Джові, Дезмонд Чайлд і Річі Самбора продюсували перший альбом співачки «Cher» під лейблом «Geffen», що отримав платинову сертифікацію від RIAA. Альбом містить рок-баладу «I Found Someone», що стала першим за останні вісім років синглом Шер, який потрапив у «топ-10» чартів США.
Наприкінці 1980-х років Шер часто привертала увагу своїм суперечливим стилем життя, зокрема своїми татуюваннями, пластичними операціями, відверто ексгібіціоністською модою і стосунками з молодшими чоловіками. У неї були романтичні стосунки з акторами Велом Кілмером, Еріком Штольцем і Томом Крузом, хокеїстом Роном Дюгеєм, кінопродюсером Джошем Доненом, гітаристом «Bon Jovi» Річі Самборою і Робом Каміллетті, на 18 років молодшим за неї пекарем-булочником, з яким вона зустрічалася з 1986 до 1989 року.
1989 року вийшов 19-й студійний альбом Шер «Heart of Stone», який отримав потрійну платинову сертифікацію від RIAA. Музичне відео на другий сингл з нього «If I Could Turn Back Time» викликало суперечки. У ньому Шер знялася на військовому кораблі ВМФ, де вона сідлає гармату, вдягнена у напівпрозоре вбрання зі шкіряних ремінців, через яке видно її татуйовані сідниці. Різні музичні мережі піддавали цензурі це відео, зокрема MTV, що спочатку відмовився транслювати його через «часткову оголеність» Шер. У відповідь на тиск дорослих глядачів, мережа транслювала відео тільки з дев'ятої години вечора до шостої години ранку. Пісня очолювала австралійські чарти впродовж семи тижнів і досягла третього місця в чарті «Billboard Hot 100», ставши одним з найуспішніших синглів Шер. Інші пісні альбому «Heart of Stone», що потрапили в десятку найкращих в США: «After All», дуетом з Пітером Сетерою, і «Just Like Jesse James». 1989 року на премії «Вибір народу» Шер здобула нагороду «Улюблена зірка світового масштабу». 1989 року Шер поїхала в тур «Heart of Stone». Більшість критиків захоплювалася виступами Шер, їм сподобалася ностальгічна природа туру. Під час концерту в Лас-Вегасі зняли телевізійний спецпроєкт, фільм «Шер на міражі» (1991).

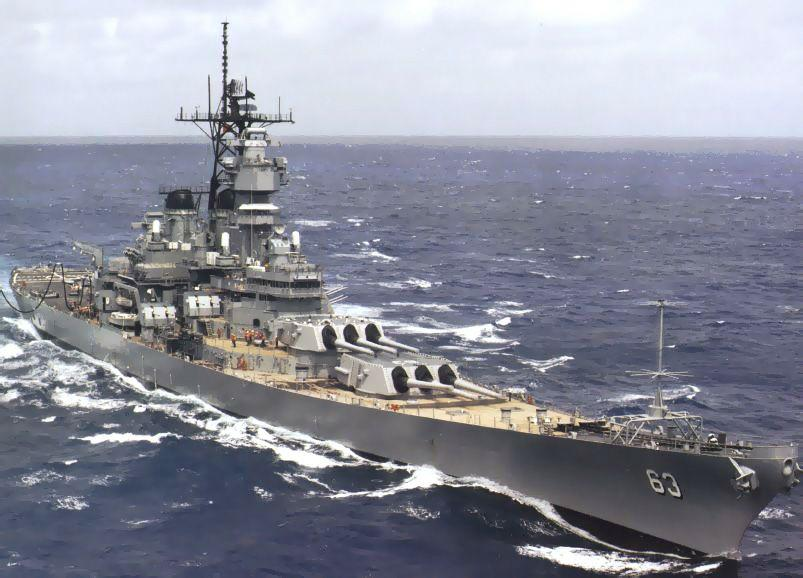
Військовий корабель USS Missouri (BB-63), сцена скандального відео Шер для пісні «If I Could Turn Back Time», яке цензурували музичні мережі, зокрема MTV і VH1

У своєму першому за три роки фільмі «Русалки» (1990) Шер вшанувала пам'ять своєї матері, цією розповіддю про жінку, що після закінчення любовного роману переїжджає з двома дочками з міста до міста. На зніманні у неї були конфлікти з першими двома режисерами фільму, Лассе Гальстремом і Френком Озом, яких замінили на Річарда Бенджаміна. Вважаючи, що Шер стане справжньою зірковою «приманкою», продюсери віддали їй «творчий контроль» над фільмом. «Русалки» мали помірний касовий успіх і отримали змішані відгуки. Одна з двох пісень, які Шер записала для саундтреку до фільму, кавер-версія пісні Бетті Еверетт, «The Shoop Shoop Song (It's in His Kiss)», очолювала британський чарт синглів протягом п'яти тижнів.
Останній студійний альбом Шер, записаний під лейблом «Geffen», «Love Hurts» 1991 року, перебував на першому місці у чартах Великої Британії впродовж шести тижнів. Він містив пісню «Love and Understanding», яка потрапила у «топ-10» британського чату синглів. Альбом отримав золоту сертифікацію від RIAA. Наступного року Шер прокоментувала, що «Geffen», як лейбл її «хітових років», був для неї особливо важливим, «тому що я могла створювати пісні, які я справді любила… пісні, що справді зображали мене, і вони були популярними!». 1991 року вона випустила книгу фітнес-вправ «Forever Fit», а потім фітнес-відео «CherFitness: A New Attitude» і «CherFitness: Body Confidence» 1992 року. 1992 року Шер вирушила в тур «Love Hurts». Того ж року збірка «Greatest Hits: 1965–1992», що вийшла лише для Великої Британії, посідала перше місце в чарті цієї країни протягом семи тижнів. До неї увійшли три нові пісні: «Oh No Not My Baby», «Whenever You're Near» і «Many Rivers to Cross».

### 1992—1997: боротьба за здоров'я і професійну діяльність, режисерський дебют
Частково через досвід знімання у фільмі «Русалки» Шер відмовилася від головних ролей у фільмах «Війна подружжя Роуз» та «Тельма і Луїза». За словами Бермана, «після успіху „Влади місяця“ вона так переживала за свій наступний кар'єрний крок, що була надто обережна». На початку 1990-х років вона заразилася вірусом Епштейна-Барр та захворіла синдромом хронічної втоми, який її виснажив і змусив перервати співочу та акторську кар'єру. Оскільки було потрібно заробляти гроші, а здоров'я для роботи над іншими проєктами бракувало, Шер знімалася в телемагазинах, що демонстрували товари для здоров'я, краси і дієтичні продукти, які принесли їй близько 10 млн доларів. Пародії на ці скетчі з'являлись на комічному телешоу «Суботнього вечора в прямому ефірі», а критики їх вважали комерційно успішними, тому напрошувалось припущення, що кар'єра Шер у кіно закінчилась. Журналу «Ladies's Home Journal» Шер розповіла: «Я раптово стала королевою рекламного ролика, і мені не спадало на думку, що люди зосереджуватимуться на цьому і позбавлять мене всіх інших моїх здобутків».
У фільмах Роберта Альтмана «Гравець» (1992) і «Висока мода» (1994) Шер знялася як камео. 1994 року вона заснувала компанію «Sanctuary», яка продавала поштою товари готичної тематики на замовлення за каталогом, і створила рок-версію пісні «I Got You Babe» для мультсеріалу каналу MTV «Бівис і Батхед». 1995 року Шер, разом з Кріссі Гайнд, Нене Черрі і Еріком Клептоном, очолила британський чарт з благодійним синглом «Love Can Build a Bridge». Пізніше того ж року вона підписала контракт з лейблом «Warner Music UK», філіалом «Warner Music Group», і випустила альбом «It's a Man's World», який виник як ідея робити кавери чоловічих пісень з жіночої точки зору. Загалом, критики схвалили альбом і його музику з впливом ритм-енд-блюзу, а деякі відзначали, що голос Шер покращився. Журналіст Стівен Голден з «The New York Times» писав, що «З художньої точки зору ця душевна колекція дорослих поппісень… є кульмінацією її кар'єри в записі». «It's a Man's World» посів 10-те місце в чарті Великої Британії, він містив пісню «One by One», яка потрапила у «топ-10» британського чарту синглів. Для американського релізу альбому його треки реміксували, таким чином відкинувши його оригінальне рок-звучання на користь стилю, ближчого до формату радіо США, де він досяг 64-го місця у чарті «Billboard 200».

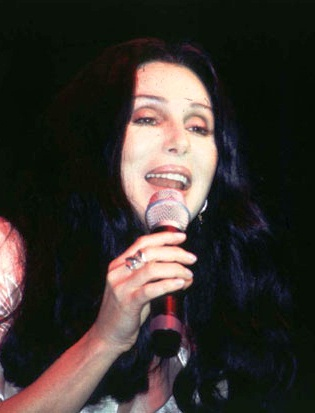
Шер під час концерту в Нью-Йорку (1996)

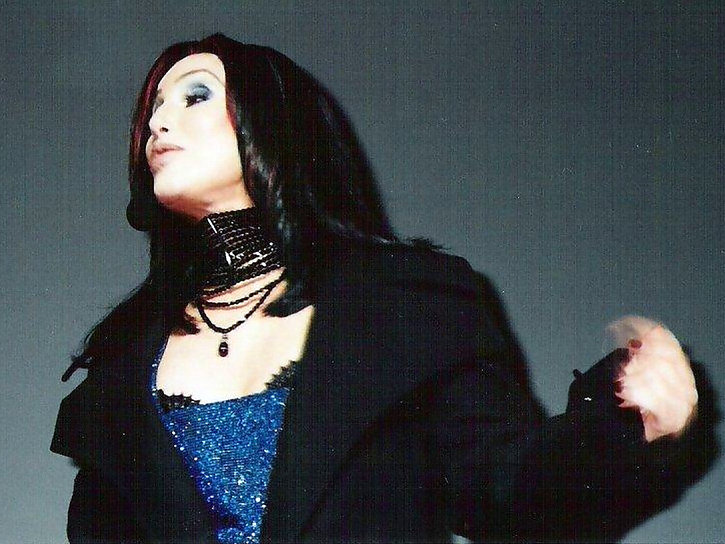
Шер виконує пісню «Believe» під час концерту WKTU «Диво» на 34-й вулиці в Нью-Йорку (1998)

1996 року у чорній кінокомедії за сценарієм Чеза Палмінтері «Вірність» Шер зіграла роль дружини бізнесмена, який наймає вбивцю, щоб убити її. Хоча фільм отримав негативні відгуки критиків, роль самої Шер оцінили високо, Джанет Маслін з «Нью-Йорк Таймс» написала, що вона «намагається щосили розкрити комічний потенціал в ролі жертви». Шер відмовилася просувати фільм, твердячи, що він «жахливий». Того ж року вона дебютувала як режисерка у фільмі-антології на тему абортів «Якби стіни могли говорити», де зіграла роль лікарки, вбитої одним із протестувальників, що виступають за скасування абортів. На сьогодні стрічка має найвищу оцінку серед оригінальних фільмів каналу HBO, рейтинг його переглядів склав 18,7 балів (і 25 балів в будинках з кабельним під'єднанням), таким чином він привернув увагу 6,9 мільйона глядачів.
Значну роль музика Шер відіграла в серії «Постмодерний Прометей» (яку показали у листопаді 1997 року) американського серіалу «Цілком таємно». Серію спеціально написали для неї, там йдеться про створеного науковцем гротескного монстра, що обожнює Шер за її роль в фільмі «Маска», де вона грала матір, яка піклується про свого потворного сина.

### 1998—1999: смерть Сонні Боно, четверте музичне повернення
Сонні Боно помер 1998 року внаслідок нещасного випадку під час катання на лижах. Йому було 62 роки. На його похороні Шер виголосила слізну промову, назвавши його «найнезабутнішою особистістю», що вона зустрічала. На момент смерті Боно був конгресменом. Вона віддала йому належне, влаштувавши телевізійний спецвипуск на каналі CBS «Сонні і я: спогади Шер», який вийшов в ефір 20 травня 1998 року. Того ж місяця Сонні і Шер отримали зірку на Голлівудській алеї слави за внесок у телебачення. Пізніше того ж року Шер опублікувала збірку автобіографічних нарисів «Перший раз» про «перші» події в своєму житті, яку критики похвалили як «життєву» і «справжню». Хоча рукопис був майже завершеним коли помер Сонні, вона не могла вирішити, чи писати про це в книзі, Шер боялася, що її критикуватимуть за використання цієї події. Вона сказала журналу «Rolling Stone»: «Я ж не можу проігнорувати це, чи не так? Можливо, я б так і вчинила, якби більше переймалась тим, що думають люди, а не тим, що правильно для мене».
22-й студійний альбом Шер «Believe», що вийшов 1998 року, ознаменувався для неї музичним відхиленням, оскільки він містив танцювальні поп-пісні, багато з яких передають «суть епохи диско». Шер сказала: «Не те, що б я думаю, що це альбом 70-х… але він пронизаний червоною ниткою лейтмотиву, закономірності, яку я люблю». «Believe» отримав чотириразову платинову сертифікацію від RIAA і став золотим або платиновим у 39-ти країнах світу, його продаж у всьому світі становив 10 млн копій. Титульна пісня альбому посіла перше місце в понад 23-ох країнах світу і розійшлась накладом понад 10 млн екземплярів у всьому світі. Пісня стала найпродаванішим записом 1998 і 1999 років у Великій Британії та США, відповідно, і найуспішнішим синглом Шер на сьогодні. «Believe» очолювала британський чарт синглів протягом семи тижнів і стала найпродаванішим синглом всіх часів, створеним жінкою-співачкою у Великій Британії, до жовтня 2018 року у країні продали понад 1,84 млн копій. Пісня також очолювала чарт «Billboard Hot 100» впродовж чотирьох тижнів, до грудня 1999 року її продажі в США склали понад 1,8 млн копій. Шер отримала за цю пісню премію «Греммі» «за найкращий танцювальний запис» та музичну нагороду «Billboard Music Awards» 1999 року «за найкращий сингл року».
31 січня 1999 року, на 33-му суперкубку з американського футболу, Шер виконала гімн Сполучених Штатів Америки. Через два місяці вона заспівала на телевізійному спецпроєкті каналу VH1 «VH1 Divas Live 2», що привернув увагу 19,4 мільйона глядачів. За інформацією каналу VH1, це була найпопулярніша і з найбільшою кількістю переглядів програма в історії телемережі, і саме присутність Шер «відіграла в цьому значну роль». Скориставшись успіхом альбому «Believe», колишній лейбл Шер «Geffen Records» випустив збірку «If I Could Turn Back Time: Cher's Greatest Hits» (1999), де представлено пісню «Do not Come Cryin 'Me», яка раніше не виходила. Збірка отримала золоту сертифікацію від RIAA. З 1999 по 2000 рік Шер провела тур «Do You Believe?», квитки на який розпродались у кожному американському місті, де він відбувався, в цілому він зібрав понад 1,5 млн глядачів. Також, 1999 року в Лас-Вегасі, зняли телевізійний спецпроєкт співачки «Cher: Live in Concert — From MGM Grand», що став найпопулярнішою програмою головного каналу HBO за період 1998—99 років, рейтинг його переглядів склав 9 балів серед дорослих віком від 18 до 49 років і 13 балів на каналі HBO для світу, що становило близько 33 млн глядачів у будинках з кабельним під'єднанням. У листопаді 1999 року Шер випустила збірку «The Greatest Hits», три мільйони копій якої продали за межами США до січня 2000 року.
1999 року журнал «Billboard» назвав Шер виконавицею «номер один» у стилі «денс». На церемонії вручення премії «World Music Awards» 1999 року вона отримала відзнаку «Legend Award» за «внесок всього життя в музичну індустрію». Наступний фільм Шер, «Чай з Муссоліні», що вийшов того ж року, знятий Франко Дзефіреллі, отримав неоднозначні відгуки, тоді як сама вона здобула визнання критиків за роль заможної, екстравагантної американської світської левиці, чий візит до Італії не вітають англійські дами. Рецензент з журналу «Film Comment» писав: «Тільки тоді, коли вона з'являється, ви розумієте, як сильно її бракувало на кіноекранах! Бо Шер — це зірка. Тобто їй вдається трюк кінозірки: втілитись у героїню і водночас ніколи не дозволяє вам забути, що це — Шер».

### 2000—2009: гастролі, вихід на пенсію, резиденція в Лас-Вегасі

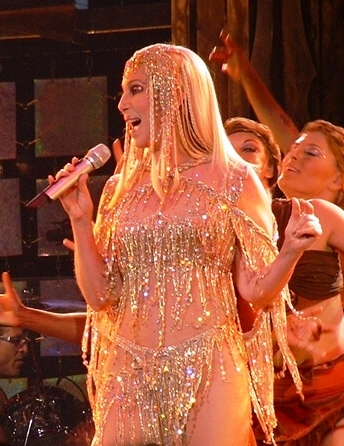
Виступ Шер під час «Living Proof: The Farewell Tour» (2004)

Альбом «Not.com.mercial», що вийшов 2000 року, написала переважно сама Шер після того, як відвідала конференцію піснярів 1994 року. Це була її перша спроба написати більшість треків для альбому. Оскільки її лейбл звукозапису відхилив цей альбом як некомерційний, вона вирішила продавати його тільки на своєму вебсайті. У пісні «Sisters of Mercy» вона критикувала «жорстоких, безсердечних і злих» черниць, які заважали її матері забрати її з католицького притулку в Скрентоні (штат Пенсільванія). Католицька церква засудила цю пісню.
2000 року Шер записала пісню «Più che puoi» в дуеті з італійським співаком Еросом Рамаццотті. У листопаді вона знялася в серіалі «Вілл і Грейс» в серії «Цигани, волоцюги і бур'яни», що стала другою найпопулярнішою серією цього серіалу. Того ж року Шер здобула другу міжнародну премію «Echo», ставши «Співачкою року».
2001 року вийшов альбом «Living Proof», танцювально-орієнтоване продовження альбому «Believe», якого довго очікували слухачі. Він посів дев'яте місце в чарті «Billboard 200» і отримав золоту сертифікацію від RIAA. Альбом містив сингл «The Music's No Good Without You», який потрапив у «топ-10» британського чарту, і пісню «Song for the Lonely», присвячену «мужнім людям Нью-Йорка» після терактів 11 вересня. У травні 2002 року Шер виступила на благодійному концерті «VH1 Divas Las Vegas». 2002 року на церемонії «Billboard Music Awards» вона здобула премію «Співачка року» за танцювальну/клубну музику, а Стівен Тайлер вручив їй премію «Artist Achievement Award» за те, що «допомогла перевизначити популярну музику з величезним успіхом у чартах „Billboard“». Того року статки Шер оцінювали в 600 млн доларів.
У червні 2002 року Шер вирушила в тур «Living Proof: The Farewell Tour», який вона оголосила останнім концертним туром у своїй кар'єрі, хоча й пообіцяла продовжувати випускати записи і фільми. Під час туру, за допомогою відеокліпів (починаючи з 1960-х років) і ретельно продуманих декорацій, підкреслювали її успіхи в музиці, телебаченні та кіно.
Світовий тур спочатку передбачав 49 концертів, потім його збільшили в кілька разів. До жовтня 2003 року він став найуспішнішим туром, будь-коли організованим жінкою. 2,2 млн шанувальників побачили 200 концертів, а касові збори становили 145 мільйонів доларів. Колекцію пісень, виконаних наживо під час туру, випустили 2003 року як альбом «Live! The Farewell Tour». Спеціальна трансляція туру «Cher — The Farewell Tour» на каналі NBC 2003 року привернула увагу 17 млн глядачів. Він став найбільш рейтинговою телевізійною спеціальною трансляцією концерту 2003 року, і приніс Шер премію «Еммі-прайм-тайм за видатний естрадний, музичний або комедійний спецвипуск».
Залишивши 2002 року лейбл «Warner UK», у вересні 2003 року Шер підписала угоду з дією на всю територію світу з американським підрозділом «Warner Bros. Records». 2003 року вийшла збірка найкращих хітів «The Best Best of Cher», записаних впродовж цілої кар'єри Шер, яка досягла четвертого місця в чарті «Billboard 200» і отримала подвійну платинову сертифікацію від RIAA. В комедії братів Фарреллі «Застряг у тобі» 2003 року, Шер зіграла саму себе, висміявши свій публічний імідж сценою, де вона спить з набагато молодшим хлопцем.
Концертний тур «Farewell Tour», під час якого Шер зіграла 326 концертів, завершився 2005 року як один з найкасовіших концертних турів усіх часів, його відвідали понад 3,5 мільйона шанувальників, прибуток сягнув 250 мільйонів доларів. Після трирічного відпочинку, 2008 року Шер розпочала трирічну концертну програму з 200 виступів на постійному місці в театрі Колізей у Сізарс-Пелас у Лас-Вегасі, де, за повідомленнями, заробляла 60 млн доларів на рік. У постановці під назвою «Cher» залучили найсучасніші відео- та спецефекти, складні декорації, 14 танцюристів, чотири повітряних гімнасти і понад 20 змін костюмів.

### 2010—2017: дебют у мюзиклі, повернення до музики і гастролі

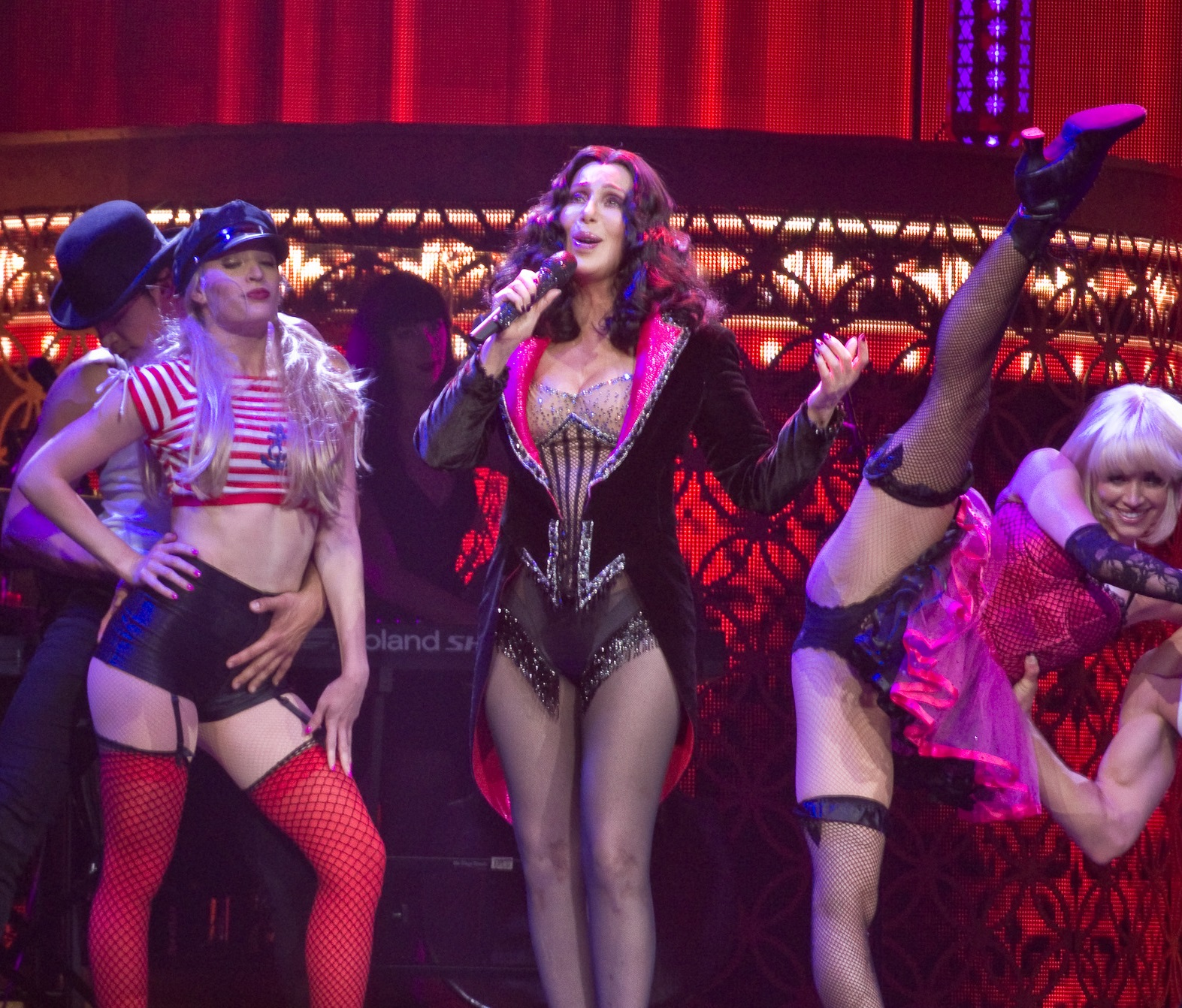
Шер виконує пісню «Welcome to Burlesque» під час «Dressed to Kill Tour» (2014)

У фільмі «Бурлеск» 2010 року, першому мюзиклі за участю Шер, вона зіграла імпресаріо в нічному клубі, яку сподівається вразити молодий голлівудський виконавець. Одна з двох пісень, які вона записала для саундтреку фільму, енергійна рок-балада «You Haven't Seen the Last of Me», посіла перше місце в чарті «Billboard Dance Club» у січні 2011 року, зробивши Шер єдиною на сьогодні співачкою, сингли якої посідали першу сходинку в чарті «Billboard» шість десятиліть поспіль, з 1960-х до 2010-х років. Окрім цього, пісня «You Have not Seen the Last of Me» стала лауреатом премії «Золотий глобус», хоча акторську роботу Шер пропонували номінувати на «Золоту малину». У листопаді 2010 року Шер вшанували честю залишити відбитки своїх долонь і ніг на бетоні у дворі перед китайським театром Граумана в Голлівуді. Наступного року вона озвучила Левицю Джанет у комедії «Зоонаглядач». У травні 2013 року на каналі Lifetime вийшов документальний фільм «Дорогій мамі, з любов'ю Шер», який Шер зняла про свою матір Джорджію Голт.
2013 року вийшов «Closer to the Truth», — 25-й студійний альбом Шер і перший з часів альбому «Living Proof» 2001 року. У жовтні він посів третє місце в чарті «Billboard 200», що є найвищою позицією співачки у цьому чарті на сьогодні. Оглядач Майкл Андор Бродер з газети «The Boston Globe» прокоментував, що «Шер не стоїть перед загрозою втратити корону „Богині попмузики“, у 67 років вона звучить переконливіше, ніж Джей-Ло або Мадонна». У фіналі четвертого сезону шоу талантів «The Voice» Шер вперше виконала головний сингл альбому «Woman's World», це був її перший виступ на телебаченні за останні десять років. Пізніше вона взяла участь у п'ятому сезоні шоу як радниця команди судді Блейка Шелтона.
30 червня 2013 року Шер стала гедлайнером «Щорічного танцювального бенефісу на пірсі», присвячений Дню гей-прайду. Як підсумок, уперше за п'ять років всі квитки на подію було розпродано. У листопаді 2013 року Шер з'явилася як запрошена виконавиця і суддя на восьмому тижні трансляції, присвяченому їй, сімнадцятого сезону шоу «Танці з зірками» каналу ABC. У березні 2014 року, майже через десять років після оголошення «прощального туру», вона вирушила в тур «Dressed to Kill». Під час туру, Шер іронізувала з тих своїй обіцянок, й божилася, що це вже буде її останній прощальний тур. Перша частина туру, куди увійшли 49 аншлагових виступів у Північній Америці, принесла 54,9 млн доларів. У листопаді 2014 року Шер скасувала решту концертів через інфекцію, що вплинула на функцію нирок.
7 травня 2014 року Шер підтвердила, що спільно з американським хіп-хоп гуртом «Wu-Tang Clan» працює над їхнім альбомом «Once Upon a Time in Shaolin». На платівці вона використала псевдонім Бонні Джо Мейсон, створений 1964 року. Надрукували тільки одну копію альбому, яку продали через інтернет-аукціон у листопаді 2015 року. Це найдорожчий альбом-сингл, що будь-коли продали. З'явившись як гостя Марка Джейкобса на заході «Met Gala» 2015 року, Шер позувала для рекламної кампанії сезону осінь/зима його бренду. Модельєр заявив: «Я дуже-дуже довго мріяв про це».
У лютому 2017 року відкрилася трирічна концертна резиденція Шер «Classic Cher» одночасно в готелі «Park Theater at Monte Carlo Resort and Casino» у Лас-Вегасі, і в театрі «MGM National Harbor» у Вашингтоні. На церемонії «Billboard Music Awards» 2017 року Шер виконала пісні «Believe» і «If I Could Turn Back Time», що стало її першим виступом на церемонії нагородження за понад 15 років, а співачка Гвен Стефані вручила їй нагороду «Billboard Icon Award», назвавши її «зразком для наслідування, як бути сильною і вірною собі, відповідаючи слову „ікона“».

### 2018—2022: проєкти пов'язані з гуртом «ABBA» та модою

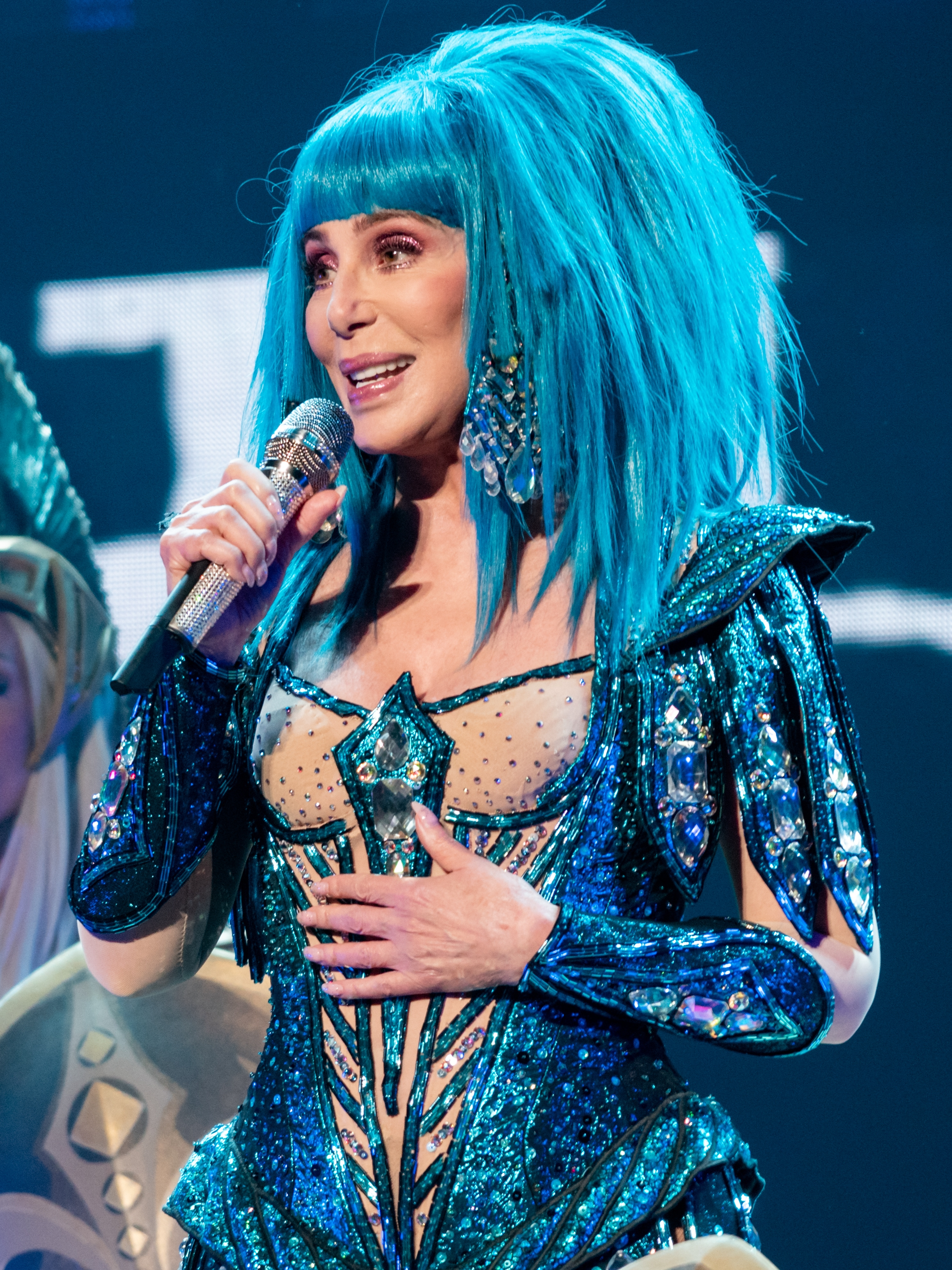
Виступ Шер у Лондоні під час «Here We Go Again Tour» у жовтні 2019 року

2018 року Шер повернулася в кіно, зігравши в романтичному музичному комедійному фільмі «Mamma Mia! Це знову ми». Вівіана Олен і Метт Гаркінс з журналу «Нью-Йорк» прокоментували, що «тільки в кульмінації фільму, справджуються очікування: з'являється Шер… стає ясно, що кожен фільм — не має значення наскільки він бездоганний — буде набагато кращим, якщо там зіграє Шер». У фільмі вона грала Рубі Шерідан, бабусю Софі і матір Донни; її внучку й доньку зіграли, відповідно, акторки Аманда Сайфред і Меріл Стріп. Для саундтреку до фільму Шер записала дві пісні гурту «ABBA»: «Fernando» і «Super Trouper». Учасник гурту «ABBA» Б'єрн Ульвеус прокоментував це словами: «Вона зробила „Fernando“ своєю. Тепер це її пісня».
4 березня 2018 року Шер стала гедлайнеркою 40-го Сіднейського Марді Гра Фестивалю. Квитки на фестиваль розпродали впродовж трьох годин після того, як співачка у своєму Твіттері натякнула, що виступить там. У вересні 2018 року Шер вирушила в тур «Here We Go Again», який тривав до 2020 року, коли його було відкладено на невизначений термін через локдауни, спричинені пандемією COVID-19.
Під час просування фільму «Mamma Mia! Це знову ми» Шер підтвердила, що працює над альбомом, який міститиме кавер-версії пісень «ABBA». 28 вересня 2018 року вийшов альбом «Dancing Queen». Оглядачка журналу «Rolling Stone», Бріттані Спанос, прокоментувала, що «72-річна жінка змушує пісні „ABBA“ звучати не лише так, наче їх створено спеціально для неї, але й ніби їх написали саме 2018 року». Марк Снетікер з журналу «Entertainment Weekly» назвав його «Найзначнішим релізом Шер з часу виходу „Believe“ 1998 року» і зазначив, що «кінцева пісня „One of Us“, безперечно є одним з найкращих записів Шер за багато років». Альбом «Dancing Queen» дебютував на третій сходинці у чарті «Billboard 200», аналогічно до сольного альбому «Closer to the Truth» 2013 року. За перший тиждень його продажі сягнули 153 тис. копій. Він став «найпродаванішим попальбомом тижня за рік серед жінок-виконавиць», а також мав найвищий показник тижневих продажів серед альбомів Шер з 1991 року. «Dancing Queen» очолив чарт «Billboard Top Album Sales» і став першим альбомом Шер, що посів перше місце в цьому чарті.
28 червня 2018 року в Східному театрі Чикаго відбулася прем'єра «The Cher Show», мюзиклу з хітами, заснованому на житті й музиці Шер, який показували до 15 липня. 5 листопада передпоказ шоу відбувся у Бродвейському театрі, а його офіційна прем'єра була 3 грудня 2018 року. У виставі за сценарієм Ріка Еліса три акторки грали Шер у різний час її життя. 2 грудня 2018 року Шер здобула премію Кеннеді-центру — відзнаку, яку щорічно вручають у Вашинґтоні артистам, що зробили видатний внесок у культуру. На церемонії також виступили Сінді Лопер, гурт Little Big Town і Адам Ламберт.
Протягом 2018 року Шер писала у Твіттері, що впродовж наступних двох років працюватиме над чотирма новими проєктами: «Christmas album», другим альбомом з кавер-версіями до пісень гурту «ABBA», автобіографією й біографічним фільмом про своє життя. У жовтні 2019 року Шер випустила нові парфуми «Cher Eau de Couture», на створення яких пішло чотири роки. Описані як «безстатеві», це другі парфуми, що випустила Шер, після аромату «Uninhibited» 1987 року.
25 червня 2019 року журнал «The New York Times Magazineruen» назвав Шер серед сотень виконавців, чий матеріал, за повідомленнями, був знищений під час пожежі на «Universal Studios Hollywoodruen» 2008 року.
4 лютого 2020 року Шер оголосили новим обличчям модного бренду «Dsquared2». Вона знялася у весняно-літній рекламній кампанії бренду, режисерами якої були фотографи «Мерт і Маркус». У травні 2020 року Шер випустила свій перший іспаномовний сингл — кавер пісні «Chiquitita» гурту «ABBA». Доходи від синглу пожертвували ЮНІСЕФ для боротьби з пандемією COVID-19. У листопаді пісня Шер потрапила у топ-10 британського чарту синглі у складі благодійної супергрупи «BBC Radio 2» «Allstars» з «Stop Crying Your Heart Out», яка була кавером пісні гурту «Oasis», записаної на підтримку благодійної організації «BBC Children in Need».
Шер занесли до списку «Найкращих акторів 2020 року» журналу «Нью-Йорк Таймс», це був перший випадок, коли потрапляння актора до щорічного списку не збіглося з датою кінопрем'єри; кінокритики Веслі Морріс і А. О. Скотт прокоментували це: «Сяючий виступ Шер у „Владі місяця“ зігрів нас під час карантину». У травні 2021 року Шер як запрошена зірка зіграла роль богині у відеокліпі співачки Пінк до пісні «All I Know So Far». У січні 2022 року Шер з'явилася в ролі запрошеної компанії «MAC Cosmetics» для заходу «Challenge Accepted» разом з реперкою Saweetie. У червні того року співачка у партнерстві з Донателлою Версаче створила ексклюзивну капсульну колекцію косметики «Chersace» на честь «Місяця прайдів». Частину виручки від цього заходу було пожертвовано благодійній організації «Gender Spectrum», яка працює з ЛГБТ-дітьми та молоддю.

### 2023—сьогодення: «Christmas», вступ до Зали слави рок-н-ролу та мемуари
У липні 2023 року Шер запустила свій бренд з випуску джелато «Cherlato» у партнерстві з новозеландською компанією «Giapo», що виробляє морозиво. Бренд дебютував у Лос-Анджелесі з вантажівкою морозива, у якій було представлено джелато, приготоване з місцевих інгредієнтів. У жовтні 2023 року Шер випустила свій перший різдвяний альбом «Christmas», до якого увійшли дуети зі Стіві Вандером, Дарлен Лав, Майклом Бубле, Тайгою і Сінді Лопер. Її головний сингл, «DJ Play a Christmas Song», очолив чарти «Billboard» «Adult Contemporary» і «Dance/Electronic Digital Song Sales» у грудні 2023 року, продовживши рекорд Шер як єдиної сольної виконавиці, чиї пісні посідали перші місця в чартах «Billboard» упродовж семи десятиліть поспіль, із 1960-х по 2020-ті роки.
У грудні 2023 року Шер публічно висловилася з приводу свого не включення до Зали слави рок-н-ролу, хоча мала на це право з 1990 року. У відповідь вона заявила: «Зараз я б не погодилася бути включеною туди, навіть якби мені дали мільйон доларів. Я не жартую. Я ніколи не змінюю своїх рішень. Вони можуть просто піти самі знаєте куди». Через два місяці вона отримала свою першу номінацію і була офіційно знову прийнята 19 жовтня 2024 року до Зали. Ця подія зробила її першим музикантом-актором, який отримав премію «Оскар» за акторську роботу, а також був включений до Зали слави рок-н-ролу. Розмірковуючи про своє рішення прийняти цю почесть, Шер заявила, що на неї вплинуло захоплення, яке вона відчувала до своїх колег по цеху, і можливість приєднатися до їхньої компанії. На церемонії вступу вона виконала пісні «If I Could Turn Back Time» та «Believe», останню — в дуеті з Дуа Ліпою.
У вересні 2024 року Шер випустила альбом найкращих хітів «Forever», приурочений до 60-річчя її музичної кар'єри. Альбом був доступний у 21-трековому стандартному виданні та 40-трековому цифровому виданні «Forever Fan», до якого увійшли вибрані композиції «Sonny & Cher», а також менш відомі треки, «особисто куровані» Шер. Журнал «Rolling Stone» відзначив не включення до альбому «Half-Breed», третього синглу Шер, який очолив чарт «Billboard Hot 100», пояснивши це поширеною тенденцією серед артистів переглядати свій репертуар у світлі мінливих культурних настроїв. У листопаді 2024 року Шер опублікувала «Cher: The Memoir, Part One», перший том своєї автобіографії у двох частинах. У першій частині, яка писалася протягом семи років, розповідається про дитинство Шер, ранній музичний і телевізійний успіх та шлюби з Сонні Боно і Ґреґґом Оллменом. Після виходу книга потрапила до списку бестселерів «The New York Times».

## Артистизм

### Музика і вокал
У своїй кар'єрі Шер зверталася до різних музичних стилів, зокрема фолк-року, попроку, рок-балади, диско, нью-вейву, панк-року, арена-року та хіп-хопу. Мотивувала це потребою «залишатись актуальною і творити роботу, яка зачіпає за живе». Як пише Джуді Відер для журналу «Out», Шер у своїй музиці переважно торкалася тем розбитого серця, незалежності й розширення прав та можливостей жінок; так вона стала «символом хоч і сильної, та очевидно самотньої жінки з розбитим серцем». Оглядач Філ Мардер з журналу «Goldmine» вважає, що саме «майже бездоганний» вибір пісень зробив Шер відомою рок-співачкою. Автором кількох її ранніх, виконаних у дуеті пісень був Сонні Боно, тоді як під час сольної кар'єри, виступаючи успішніше, ніж «Sonny & Cher», Шер сама вибирала композиторів. На думку оглядача Хосе Ф. Проміса з «AllMusic», альбом «Not.com.mercial» (2000) — перший, що його здебільшого написала сама Шер, показує «почуття співачки-композиторки 1970-х» і доводить, що «Шер майстерна оповідачка».
Роберт Гілберн з газети «Los Angeles Times» писав: «На світанку року було багато чудових записів виконавиць-жінок… Однак жоден із них не був такий вагомий і впливовий, як нинішні зразки рок-н-ролу та ранні хіти [Шер]». Деякі ранні пісні Шер підіймають теми, що рідко траплялися в американській попмузиці, як-от розлучення, проституція, незапланована вагітність неповнолітніх і расизм. На думку оглядача Джо Вільоне з «AllMusic», сингл «The Way of Love» 1972 року оповідає «про жінку, що виражає свою любов до іншої жінки або прощається з колишнім коханим-гомосексуалом» («Що робитимете, / коли він позбудеться вас / так само, як ви / розпрощалися зі мною»). Завдяки вмінню послуговуватися діапазоном як чоловічого, так і жіночого голосу Шер могла співати соло в андрогінних і гендерно нейтральних піснях.
Шер має контральто, яке письменник Ніколас Е. Тава назвав «сильним, глибоким і з розлогим вібрато». Згідно з журналісткою газети «The New York Times» Енн Паверс, це «типовий рок-голос — нескромний, химерний, вишуканий засіб виражати особистість». Брюс Едер із «AllMusic» писав, що «приголомшлива яскравість і пристрасть» вокалу Шер разом з її «здатністю поєднати ці риси з акторською здібністю» може забезпечити «неймовірно сильне враження слухача». Лора Снейпс із «The Guardian» описала її голос як «дивовижний… здатний передати водночас вразливість, прагнення помсти і біль». Пол Сімпсон у книжці «Орієнтовний путівник культ-попом» (2003) стверджує, що «Шер володіє одним із найбільш хрипких, найхарактерніших голосів у попмузиці, що може творити дива з відповідним матеріалом під керівництвом відповідного продюсера». Далі він каже про достовірність її вокальних виступів: «Вона випалює слова… з такою переконливістю, що їх можна сприйняти як вічну істину про природу людини».
Роберт Гілберн з «Los Angeles Times» писав про музичну творчість Шер 1960-х років: «Рок послідовно збагачували приголомшливий блюзовий зойк Дженіс Джоплін наприкінці 60-х і неприборкана поетична сила Патті Сміт у середині 70-х. І все ж ніхто не міг зрівнятися з чистим, спокусливим гуркітливим голосом Шер». Навпаки її вокальні виступи впродовж 1970-х років Едер описав як «драматичні, дуже яскраві… [і] майже настільки ж „зіграні“, як і заспівані». Починаючи з альбому «Black Rose» 1980 року, Шер застосовувала різкіший та агресивніший вокал у своїх альбомах, що орієнтувались на хард-рок, створивши свій сексуально-впевнений образ. У альбомі «It's a Man's World» 1995 року вона обмежила свій вокал, співала на вищих регістрах і без вібрато.
Пісня «Believe» 1998 року має електронний вокальний ефект, який запропонувала Шер, і стала першим комерційним записом, де, як навмисний творчий ефект, використали Auto-Tune — аудіопроцесор, що спочатку призначався для маскування або виправлення неточностей у записі вокалу, за словами Крістофера Р. Вайнгґартена з журналу «Rolling Stone», «продюсери… застосовували програму корекції висоти тону не як спосіб виправлення похибок у знаковому голосі Шер, а як естетичний інструмент». Після успіху пісні ця техніка стала відомою як «ефект Шер» і відтоді набула застосування в попмузиці. Шер також використала Auto-Tune у альбомах «Living Proof» (2001), «Closer to The Truth» (2013), і «Dancing Queen» (2018). В інтерв'ю 2013 року Шер, розмірковуючи про те, як її голос розвивався впродовж кар'єри, сказала, що за багато років він став сильнішим і м'якшим. Хоча спочатку їй це не дуже подобалося, робота з викладачами вокалу значно змінила ситуацію. Кореспондентові «The Toronto Sun» Шер заявила: «Дивно, бо ж люди мого віку зазвичай втрачають ноти, а я набираю; це таки вражає».

### Фільми, відеокліпи, виступи на сцені
Барбара Віккенс з журналу «Maclean's» написала: «Шер стала, мабуть, найзахопливішою кінозіркою свого покоління… [тому що] їй вдавалось водночас відверто шокувати й бути цілковитою загадкою». Кінокритик «New York Post» Девід Едельштейн вважав, що Шер є «справжньою топ-зіркою», завдяки здатності виокремлювати такі риси, як «чесність, різкість, емоційність. Вона не приховує своєї вразливості». Джефф Ярбро у журналі «The Advocate» написав, що у фільмі «Сілквуд» 1983 року Шер була «однією з перших суперзірок, яка „зіграла лесбійку“ із співчуттям і без натяку на стереотипи».

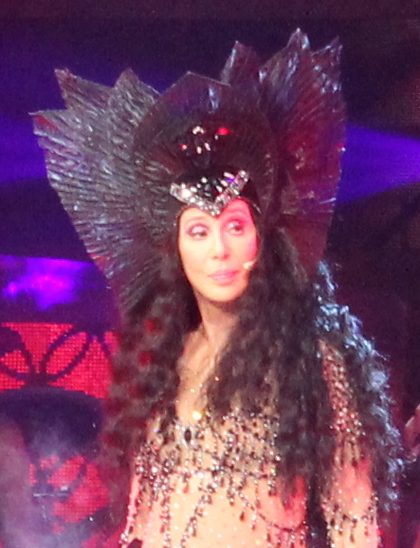
Шер під час «Dressed to Kill Tour» (2014)

Письменниця Івонн Таскер у книзі «Працюючі дівчата: стать і сексуальність у популярних фільмах» (2002) зазначає, що ролі Шер у кіно часто відбивають її публічний образ бунтівної, сексуально автономної і самодостатньої жінки. У своїх фільмах вона постійно виступає у ролі соціального посередника для безправних чоловічих персонажів, як-от жертви краніодіафізарної дисплазії у виконанні Еріка Штольца у «Масці» (1985), німого бездомного ветерана (Ліам Нісон) у «Підозрюваному» (1987), і соціально ізольованого пекаря (Ніколас Кейдж) з дерев'яною рукою у «Владі місяця» (1987). Описуючи «Владу місяця», кінокритик Кетлін Роу зазначила, що зображення героїні Шер як «„жінки на поверхні“ посилюється нестримною особистістю Шер, яку співачка не приховувала».
За роль у фільмі «Влада місяця» журнал «Billboard» поставив її на перше місце в списку «100 найкращих акторських ролей музикантів у фільмах», а її виступ описали як «стандарт, за яким ви подумки перевіряєте всіх інших». Американський інститут кіно визнав «Владу місяця» восьмою найкращою романтичною комедією всіх часів.
За словами Таскера, публічний імідж Шер також віддзеркалюється в її відеокліпах і живих виступах, де вона «неодноразово коментує власну конституцію, свій пошук досконалості і перформансу жіночого тіла». На відміну від інших виступів того часу, де дівчата з підтанцьовки часто вторували співакам, у відеоконцерті «Шер на міражі» 1992 року Шер використовує танцівника-чоловіка, одягненого як вона. Письменниця Дайана Неґра прокоментувала це: «авторизуючи свою цитату, Шер визнає себе вигаданим персонажем і пропонує своїм глядачам приємну багатоманітність». Джеймс Салліван з «San Francisco Chronicle» писав, що «Шер добре знає, що її хамелеонська мішура підготувала майданчик для нинішньої ери стадіонної гульні. Вона залюбки вважає ці імітації лестощами, а не крадіжкою». Американська співачка Pink, відома використанням акробатичних вистав на сцені, почала розучувати повітряні полотна після перегляду туру Шер «Living Proof: The Farewell» 2004 року.
Шер посіла 17-те місце в списку VH1 «50 найвеличніших жінок відеоери». Відео 1980 року на пісню «Hell on Wheel» створили з використанням кінематографічних засобів і воно є одним з перших відеокліпів в історії. Кліп на пісню «If I Could Turn Back Time» 1989 року визнали «суперечливим» через виступ Шер на військовому кораблі ВМС, де вона «осідлала» гармату у напівпрозорому вбранні зі шкіряних ремінців, за яким видно її оголені сідниці з татуюваннями. Це перше відео, яке заборонив канал MTV.

## Публічний імідж

### Стиль

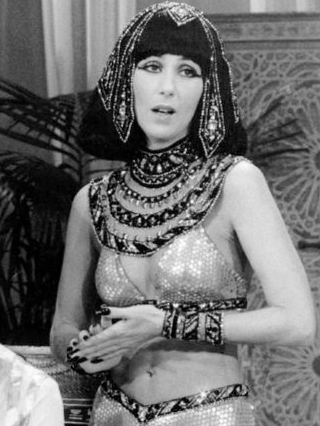
Шер з оголеним пупком під час сцени з «єгипетською» мильною оперою на «Шоу Сонні і Шер» (1977)

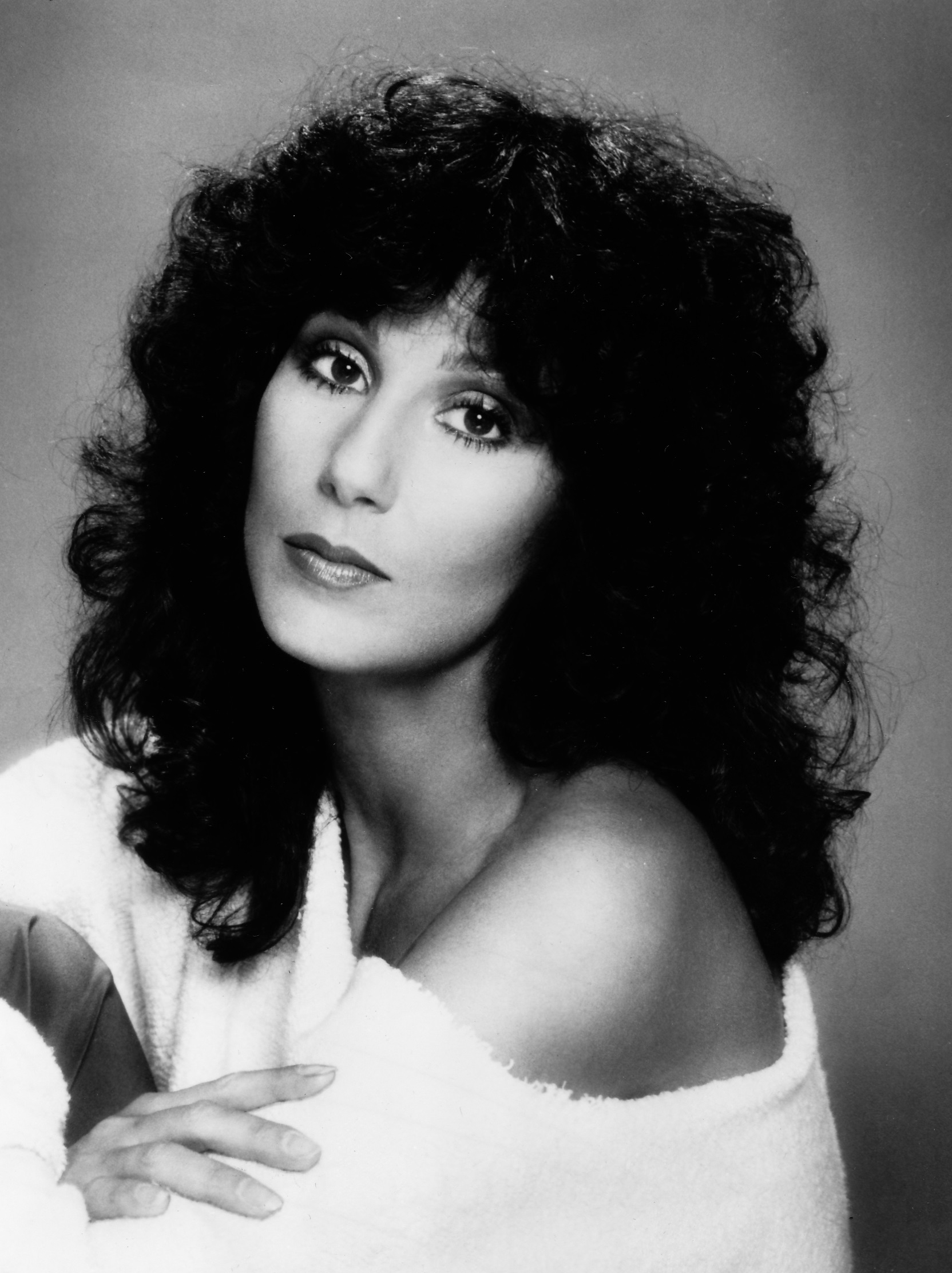
Рекламне фото Шер 1970-х років

Оглядачка Кеді Ленг з журналу «Time» описала Шер як «культурний феномен, який назавжди змінив наше сприйняття зіркової моди». У 1960-х роках Шер стала законодавицею моди, популяризуючи «моду хіпі з її брюками-кльош, банданами і туніками в стилі Черокі». 1967 року вона почала працювати моделлю у фотографа Річарда Аведона, після того, як того ж року тодішня редакторка журналу «Vogue» Діана Вріланд познайомилась з нею на вечірці у Жаклін Кеннеді. Для обкладинки журналу «Time» 1975 року Аведон зробив суперечливу фотографію напівоголеної Шер у сукні з бісеру та пір'я дизайнера Боба Маккі, Брук Мазурек з журналу «Billboard» описала його як «один з найвідтворюваніших і наймонументальніших образів усіх часів». Шер вперше одягла цю сукню на концерті «Met Gala» 1974 року. Зі слів Андре Леона Таллі з журналу «Vogue», «тоді справді вперше запросили голлівудську зірку, і це все змінило. 40 років по тому ми все ще бачимо версії цього образу на червоній доріжці TheMet». «Billboard» писав, що Шер «трансформувала моду і стала однією з найвпливовіших ікон стилю в історії червоних доріжок».
Завдяки її телешоу 1970-х років, Шер стала секс-символом у своїх винахідливих і відвертих костюмах, створених Маккі, і боролася з цензорами цієї телемережі, щоб оголити свій пупок. Хоча Шер помилково називають першою жінкою, що оголила свій пупок на телебаченні (були й інші жінки, які так робили, наприклад, Нішель Ніколс, Барбара Луна і Діана Юїнг у телесеріалі «Зоряний шлях» 1960-х років), від часу створення Американського кодексу правил для телевізійних мовників 1951 року, що спонукав цензорів забороняти показ оголеного пупка на американському телебаченні, вона була найвідомішою зіркою, яка так зробила. Люди охрестили Шер «першовідкривачкою прекрасного живота». 1972 року, після того як її ввели до щорічного списку «Жінок, що найкраще одягаються», Маккі ствердив: «такої дівчини, як Шер, не було від часів Дітріх і Гарбо. Вона — зірка високої моди, що цікава людям різного віку».
У травні 1999 року, після того як Рада модельєрів Америки нагородила Шер премією за її вплив на моду, Робін Гівен з газети «Los Angeles Times» назвала її «провидицею моди» за «разюче точну ноту сучасного жахливого надміру». Гівен послалася на Тома Форда, Анну Суй і «Dolce & Gabbana» як «впливових дизайнерів, які називали її джерелом натхнення і керівництва». Вона дійшла висновку, що «образ Шер шоуменки-корінної американки-секс-бомби тепер, схоже, уособлює прагнення індустрії моди оспівувати етнічну приналежність, прикрашування та сексуальну привабливість». Журнал «Vogue» проголосив Шер «своїм улюбленим законодавцем моди» і написав, що «вона підготувала ґрунт для попзірок і знаменитостей сьогодення», описуючи її як «вічно актуальну і володаркою справжнього перевтілення». Александр Ф'юрі з «The Independent» прославляв Шер як «абсолютну ікону моди» і простежив її вплив на жінок-знаменитостей, таких як Бейонсе, Дженніфер Лопес і Кім Кардаш'ян, заявивши, що «всі вони навчились від Шер ніколи не ділити сцену ні з ким і ні з чим… Вони намагаються бути в центрі уваги, щоб домогтися успіху Шер».

### Зовнішність
Шер привертала увагу преси своєю зовнішністю — особливо своїм моложавим виглядом і татуюваннями. Журналісти часто називали її «ходячою рекламою» пластичної хірургії. Педді Калістро з «Los Angeles Times» зауважив, що під час сходження Шер як кінозірки у 1980-х роках її «виразна кісткова будова привертала увагу глядачів», що призвело до збільшення кількості медичних запитів на «хірургічну установку вилиць». Письменник Грант Маккракен у книзі «Трансформації: конструювання ідентичності в сучасній культурі» (2008) проводить паралель між пластичними операціями Шер і трансформаціями в її кар'єрі: «Її пластична хірургія не просто косметична. Вона гіперболічна, екстремальна і надмірна… Шер бере участь у трансформаційній технології, прихід якої є стрімким і незворотнім…». Керолайн Рамазаноглу, авторка книги «Віч-на-віч з Фуко: дослідження деякого напруження між Фуко і фемінізмом» (1993), писала, що «операції поступово змінили сильний, явно „етнічний“ вигляд Шер на більш симетричний, витончений, „загальноприйнятий“… вічно юний варіант жіночої краси… Її нормалізований імідж… тепер він діє як стандарт, за яким інші жінки будуть оцінювати, судити, дисциплінувати і „виправляти“ себе».
Зріст Шер — 174 см. Шер має шість татуювань. Газета «The Baltimore Sun» назвала її «Міс оригінальне трояндове тату». 1972 року Шер зробила своє перше татуювання. Зі слів Сонні Боно, «Називати її татуювання з метеликами „нічим“ — це все одно, що ігнорувати піщану бурю в Мохаве. Саме такого сприйняття Шер і хотіла досягти. Їй подобалося шокувати своїми діями. Вона і тепер так робить. Вона створює певну полеміку, а потім просить своїх критиків дотримуватися її». Наприкінці 1990-х вона почала видаляти свої татуювання за допомогою лазера. У 2000-х роках цей процес ще тривав. Шер так це коментувала: «У мої часи тільки погані дівчата робили татуювання: я, Дженіс Джоплін і „байкерки“. Тепер це нічого не означає. Нікого це не дивує».
1992 року музей воскових фігур мадам Тюссо визнав Шер однією з п'яти «найкрасивіших жінок в історії», створивши її статую в натуральну величину. Шер посіла 26-те місце в списку «100 найсексуальніших артистів» каналу VH1, опублікованому 2002 року.
Шер надихнула на створення Матері Готель, вигаданого персонажа, який з'являється в анімаційному художньому фільмі компанії «Walt Disney Pictures» «Заплутана історія» 2010 року. Режисер Байрон Говард пояснив, що екзотична зовнішність Готель, чия краса, темне кучеряве волосся та розкішна фігура спеціально розроблені як контраст до зовнішності Рапунцель. Всі ці риси ґрунтуються на «екзотичній та готичній зовнішності» Шер. Говард додав, що співачка «безумовно належала до тих людей, у яких ми відшукували щось, що робить персонажа захопливим».

### Участь у соціальних мережах
Увагу журналістів привертала участь Шер у соціальних мережах. Журнал «Time» назвав її «найбільш відвертим (і улюбленим) коментатором Твіттера». Дженна Вортем з «The New York Times» похвалила Шер за її поведінку в соціальних мережах, сказавши, що «більшість дописів знаменитостей у соціальних мережах неприємно вражають самозакоханістю і показною сексуальністю… Шер, по-своєму, інакша людина, можливо, останній непримиренний високопоставлений користувач Твіттера, який виступає зі своєю електронною проповіддю, виголошуючи (дещо) незрозумілі заклики, і отримує за це визнання. В Інтернеті справжність і оригінальність часто є просто ретельно виплеканим міфом. Шер має успіх зі своїм варіантом наготи і чесності, які рідко знаходять відгук в очах громадськості». Моніка Хейсі з «The Guardian» назвала профіль Шер у Твіттері «перлиною в химерній короні Інтернету» і заявила: «Хоча багато знаменитостей використовують Твіттер для ретельно продуманої самореклами, Шер просто у всьому цьому тусується».

### ЛГБТ-ікона
До Шер шанобливо ставляться члени ЛГБТ-спільноти, чому сприяли її кар'єрні досягнення, відчуття стилю і довголіття. Шер вважають ЛГБТ-іконою, її часто імітують дреґ-королеви. За словами Томаса Роджерса з журналу «Salon», «дреґ-королеви імітують таких жінок, як Джуді Гарленд, Доллі Партон і Шер, бо вони долали образи і труднощі на шляху до успіху, а їх оповіді відбивають біль, який відчувають багато геїв розкриваючи свою орієнтацію». Зі слів Еліо Янначі з журналу «Maclean's», Шер була «однією з перших, хто приніс дреґ у маси», бо вона найняла двох дреґ-королев, які виступили разом з нею на «Концерті Шер» («Cher in Concert») в її концертній резиденції в Лас-Вегасі 1979 року. Виступ Шер у ролі лесбійки у фільмі «Сілквуд», а також її перехід до танцювальної музики і соціальної активності сприяли тому, що вона стала ЛГБТ-іконою. Будучи матір'ю трансгендерного чоловіка, Шер також стала прикладом для наслідування для батьків дітей-трансгендерів, виступаючи за прозорість та підтримку трансгендерних сімей.
Вплив Шер на ЛГБТК-культуру був підкреслений у ситкомі NBC «Вілл і Грейс», де вона була кумиром героя-гея Джека МакФарленда. Вона двічі зіграла саму себе в цьому шоу: 2000 року в епізоді «Цигани, Волоцюги і травка» (названий на честь її пісні 1971 року, «Gypsys, Tramps & Thieves»), який мав другий за величиною рейтинг переглядів серед епізодів «Вілла і Грейс» за всю історію, а також 2002 року. Вплив Шер на дреґ-спільноту також простежується в реаліті-конкурсі «RuPaul's Drag Race», що демонструє мистецтво дреґ-перформансу. Серіал вшанував Шер такими челленджами, як музичний перфоманс «The Unauthorized Rusical» у 10 сезоні та тема подіуму «Everything Every-Cher All At Once» у 16 сезоні.

## Громадська діяльність

### Філантропія

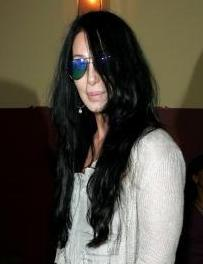
Шер (2006)

До перших благодійних ініціатив Шер належали підтримка досліджень у галузі охорони здоров'я та якості життя пацієнтів, ініціативи по боротьбі з бідністю, захист прав ветеранів та вразливих дітей. Благодійний фонд Шер підтримує міжнародні проєкти, як-от Фонд відважних полеглих героїв («Intrepid Fallen Heroes Fund»), Операція «Шолом» («Operation Helmet») і Асоціація дитячої черепно-лицьової хірургії («Children's Craniofacial Association»).
Починаючи з 1990 року, Шер була донором, національною головою і почесним представником Асоціації дитячої черепно-лицьової хірургії, чия місія полягає в тому, щоб «розширювати можливості і давати надію дітям зі спотвореним обличчям та їхнім родинам». Щорічно кожного червня Шер організовує сімейну виїзну нараду, під час якої пацієнти з черепно-лицьовими вадами, їх брати, сестри і батьки спілкуються з іншими людьми, які пережили подібний досвід. Вона підтримує і просуває благодійний фонд «Get A-Head», мета якого — поліпшити якість життя людей із захворюваннями голови і шиї.
Шер є доноркою, збирачкою коштів і міжнародною представницею організації «Підтримайте життя дитини» («Keep a Child Alive»), метою якої є прагнення прискорити дії щодо боротьби з пандемією СНІДу, а також надання антиретровірусних препаратів дітям та їхнім родинам з ВІЛ/СНІДом. 1996 року разом з Елізабет Тейлор вона представляла Американський фонд досліджень в області СНІДу («amfAR») на Каннському кінофестивалі. 2015 року Шер здобула премію «amfAR Inspiration» за «свою готовність і здатність використовувати свою славу в ім'я загального блага» і за те, що стала «одним із великих борців проти СНІДу».
Шер активно підтримує американських солдатів і ветеранів, що повернулися з війни. Вона надала ресурси для Операції «Шолом», організації, яка надає безкоштовні комплекти для модернізації шоломів військам в Іраку і Афганістані. Вона зробила свій внесок у Фонд відважно полеглих героїв, який обслуговує військовослужбовців, що стали інвалідами під час операцій в Іраку й Афганістані, і тих, хто зазнав серйозних поранень в інших подіях. 1993 року Шер брала участь у гуманітарних ініціативах у Вірменії, доставляючи харчові продукти і медикаменти в постраждалий від війни регіон.

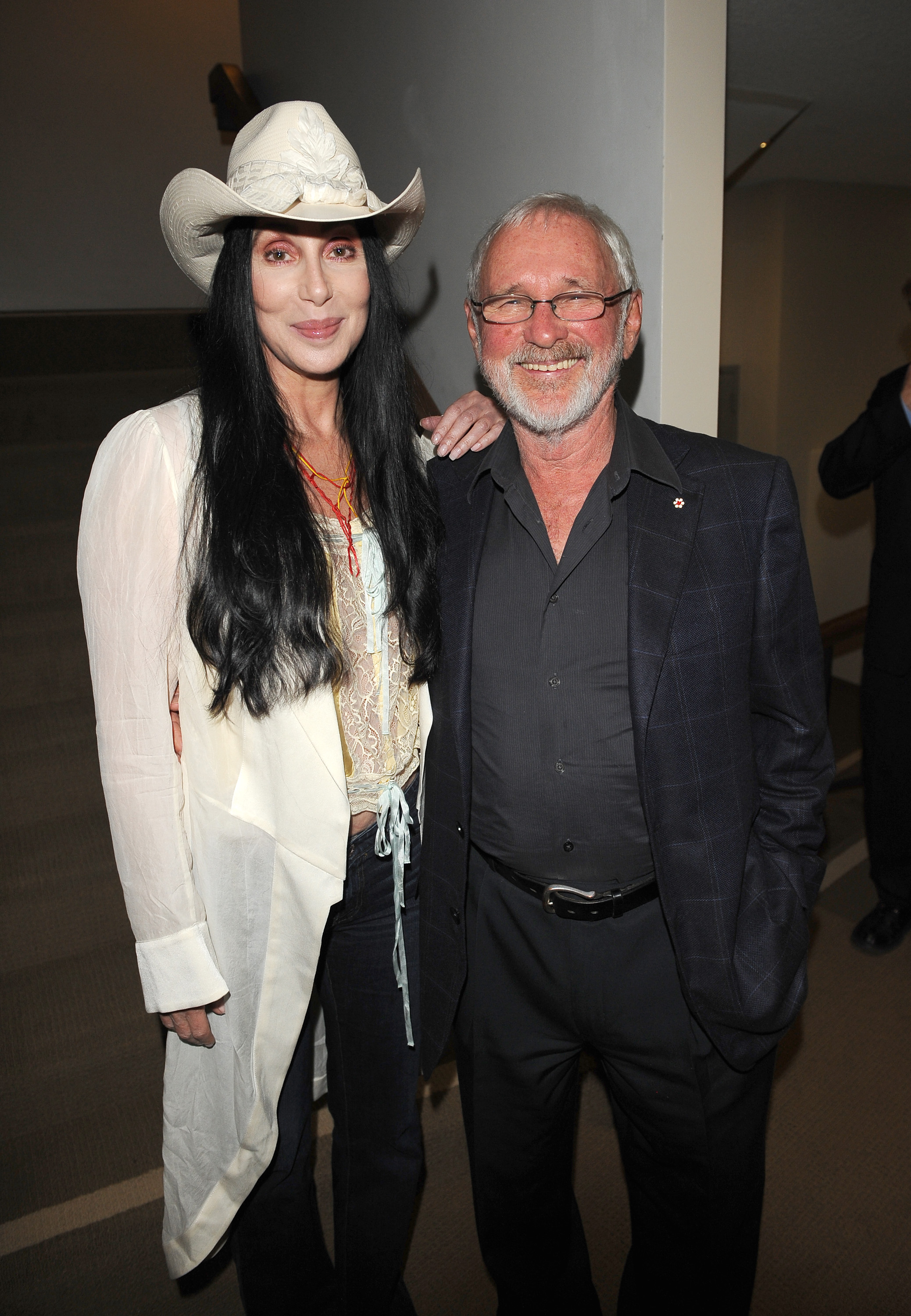
Шер і кінорежисер Норман Джуїсон (2009)

Шер займалася будівництвом будинків з «Habitat for Humanity», міжнародною організацією, яка будує просте й доступне житло для бідних і бездомних у всьому світі. Вона також є почесною Національною головою житлової ініціативи цієї організації з ліквідації бідності «Підніміть дах», залучаючи інших артистів до роботи в цій організації під час гастролей.
2007 року Шер стала головним спонсором ініціативи «Мир у сільській школі» (PVS) в Укунді, Кенія, яка «забезпечує поживне харчування, медичне обслуговування, освіту та позакласні заходи для більш ніж 300 сиріт і вразливих дітей віком від 2 до 13 років». Її підтримка дозволила придбати землю для школи, побудувати постійне житло та шкільні приміщення, у партнерстві з «Маляріє, годі» й іншими організаціями вона зробила спробу усунути смертність і захворюваність на малярію серед дітей, їхніх опікунів і навколишньої спільноти.
Коли 2016 року виявили забруднення свинцем питної води в місті Флінт (штат Мічиган), Шер подарувала місту понад 180 000 пляшок води в рамках партнерства з брендом «Icelandic Glacial». У 2017 році Шер привернула увагу громадськості на необхідність захисту прав людей похилого віку, коли вона випустила документальний фільм «Едіт + Едді» про міжрасове подружжя дев'яносторічних старих. Фільм отримав номінацію на премію «Оскар» за Найкращий документальний фільм (короткометражний сюжет).
Після спалаху COVID-19 у 2020 році Шер запустила благодійну ініціативу реагування на пандемію «CherCares». Ініціатива була організована спільно з доктором Ірвіном Редленером, керівником Центру пандемічних ресурсів та реагування на пандемію при Колумбійському університеті. Початковий план благодійної акції полягав у тому, щоб розподілити 1 мільйон доларів серед «хронічно знехтуваних» і «забутих» під час пандемії людей через Фонд розважальної індустрії (EIF). В інтерв'ю журналу «Billboard» Шер сказала: «Є сільські райони, де так звані „кольорові“, „латинос“ та корінні американці не отримували жодних послуг. Це не багато грошей — 1 мільйон доларів розходиться за одну мить! — тож зараз я намагаюся підняти моїх друзів, щоб зробити набагато більше, щоб ми могли зробити щось таке, що справді відповідатиме потребам людей. Якось один друг сказав мені: „Коли люди йдуть твоїм шляхом, тоді ти знаєш, що слід робити“».
Старша дочка Шер, тепер знана як Чез Боно (до цього мала ім'я Черіті Боно), у 17 років вперше зізналася, що вона лесбійка. За повідомленнями, це викликало в Шер почуття «провини, страху і болю». Однак незабаром вона змирилася з сексуальною орієнтацією Чез і дійшла висновку, що ЛГБТ-люди мають менше прав за інших, і вона вважала це несправедливим. Шер стала основним доповідачем на національній конвенції «Батьки, сім'ї та друзі лесбійок і геїв» (PFLAG) 1997 року і відтоді стала одним з найактивніших прихильників ЛГБТ-спільноти. У травні 1998 року вона здобула премію «GLAAD Vanguard» за те, що «зробила значний внесок у заохочення щодо рівноправ'я для лесбійок і геїв». 11 червня 2009 року Чез оголосила себе трансгендерним чоловіком, а зміну статі юридично оформлено 6 травня 2010 року.
Також Шер проявляє велику турботу щодо тварин у неволі та догляду за ними. 2013 року вона висловила стурбованість поганим станом білого ведмедя у аргентинському зоопарку, звинувативши в цьому президента країни Крістіну Фернандес, і виступила за його звільнення. Однак, ведмідь помер у неволі. 2014 року вона виступила за звільнення «Слона Біллі», який жив у зоопарку понад тридцять років і також мав проблеми зі здоров'ям. Разом з іншими артистами Шер зібрала понад півмільйона доларів для його звільнення, але зоопарк все одно відмовив їм. Вона також закликала до звільнення «Каавана», слона з пакистанського зоопарку, який перебував там 35 років, прохаючи «повернути йому гідність його звільненням». У листопаді 2020 року Шер приєдналася до благодійної організації по захисту тварин «Four Paws International» і вирушила до Пакистану для перемовин з урядом країни щодо переводу Каавана до заповіднику в Камбоджі. Шер також неодноразово різко критикувала мережу тематичних парків SeaWorld, тому що, за її словами, компанія отримує мільйони доларів в обмін на тортури і загибель морських тварин. 2017 року вона оголосила про створення #FreeTheWild, кампанії присвяченої турботі за дикою природою і боротьбі з жорстоким поводженням з тваринами, яка була представлена під час Всесвітнього молодіжного саміту «Єдиний молодий світ», що відбувся в Боготі, Колумбія.

### Політичний активізм

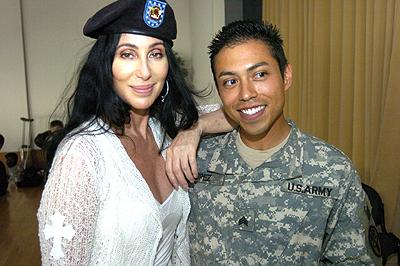
Шер під час свого візиту 12 липня 2006 року в Ландштульський регіональний медичний центр, Німеччина, який лікує поранених військовослужбовців США, які служать в Афганістані і Іраку

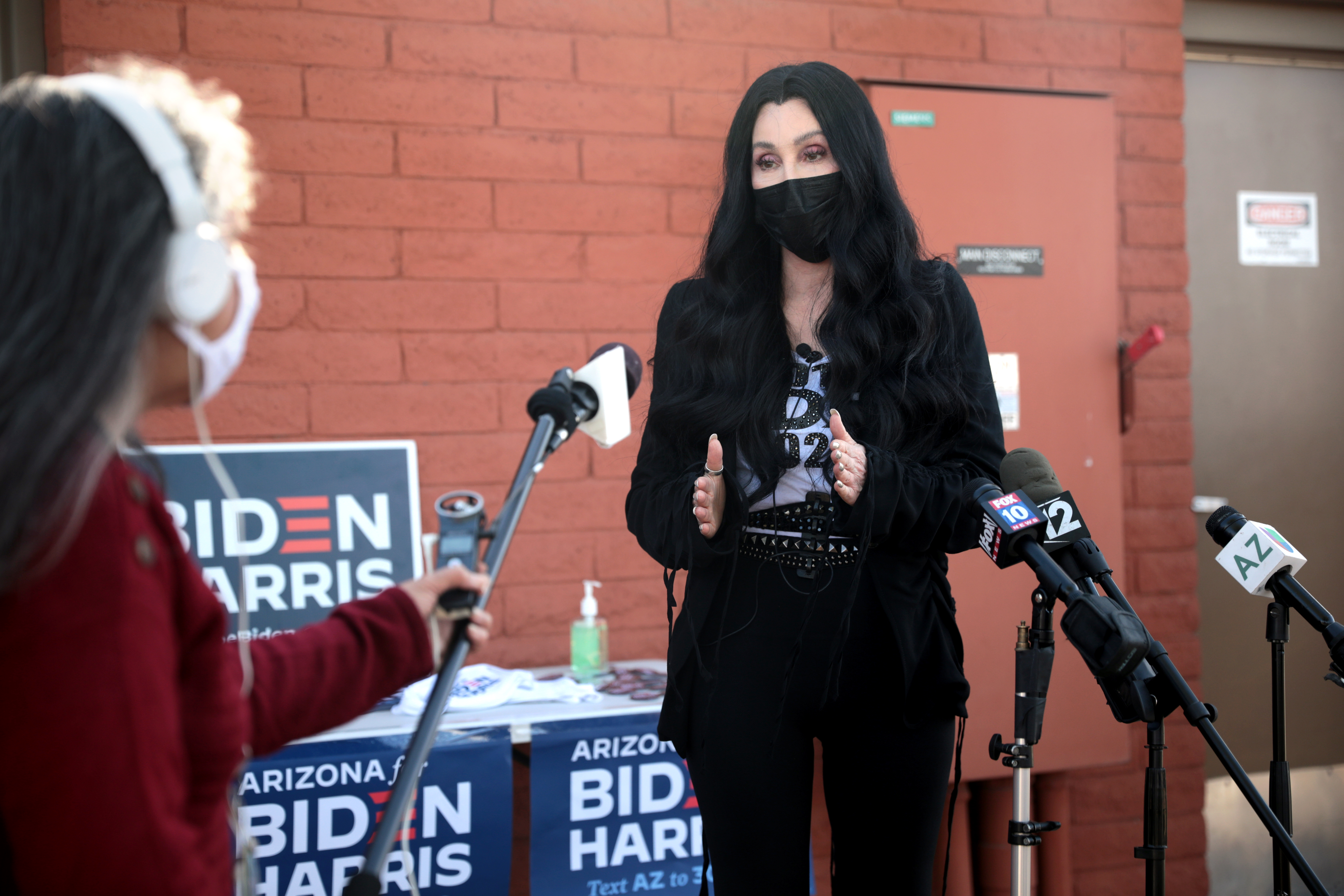
Шер розмовляє зі ЗМІ під час президентської виборчої кампанії (початкова школа округу Фаулер, жовтень 2020 року)

Шер казала, що вона не є зареєстрованою демократкою, але брала участь у багатьох конгресах і заходах демократичної партії. Протягом багатьох років політичні погляди Шер привертали увагу медіа, і вона відверто критикувала консервативний рух. В інтерв'ю журналу «Vanity Fair» вона критично висловилась щодо різних політичних питань, у тому числі про республіканських політикинь Сару Пейлін і Джен Брюер. Вона зазначила, що не розуміє, як хтось може бути республіканцем, адже вісім років правління Джорджа Буша-молодшого «майже вбили [її]».
Під час президентських виборів у США 2000 року телеканал ABC News повідомив, що Шер сповнена рішучості зробити «все можливе, щоб не допустити його [Буша] до посади». Шер сказала сайту: «Якщо ви чорношкірий у нашій країні, якщо ви жінка в нашій країні, якщо ви взагалі є меншиною в нашій країні, що могло б спонукати вас голосувати за республіканців?… У тебе не залишиться жодного бісового права». Вона додала: «Я не люблю Буша. Я не довіряю йому. Мені не подобається його репутація. Він дурний. Він лінивий».
27 жовтня 2003 року Шер анонімно зателефонувала в прямий ефір програми телеканалу C-SPAN, щоб розповісти про свій візит до покалічених солдатів в Армійському медичному центрі Волтера Ріда, і розкритикувала відсутність висвітлення в ЗМІ та уваги уряду до поранених військовослужбовців. Вона зазначила, що дивиться C-SPAN кожного дня. Хоча Шер відрекомендувалася лише артисткою, не назвавши своє ім'я, ведучий каналу C-SPAN впізнав її з голосу і розпитав про її підтримку 1992 року незалежного кандидата в президенти США Росса Перо. Вона сказала: «Коли я почула, як він говорив на самому початку, я подумала, що він привнесе якийсь здоровий бізнесовий підхід, а також менше заангажованості, але потім… Я була повністю розчарована, як і всі інші, коли він просто втік, і ніхто точно не знав, чому… Можливо, він не витримав би все це розслідування, яке триває нині».
На вихідних у День пам'яті 2006 року Шер зателефонувала на передачу C-SPAN «Вашингтонський журнал» («Washington Journal»), схваливши Операцію «Шолом», групу, яка надає шоломи, допомагаючи солдатам уникнути травм голови під час перебування в зоні військових дій. 14 червня 2006 року Шер виступила як гостя на каналі C-SPAN з лікарем Бобом Мідерсом, засновником Операції «Шолом». Того ж року в інтерв'ю газеті «Stars and Stripes» Шер пояснила, чому вона виступає «проти війни в Іраку, але підтримує війська»: «Мені не потрібно бути за цю війну, щоб підтримувати війська, тому що ці чоловіки і жінки роблять те, що вони вважають правильним. Вони виконують те, що їм кажуть. Вони роблять це справді щиро. Вони роблять все, що в їхніх силах. Вони ні про що не просять».
Під час президентської кампанії 2008 року Шер підтримала Гілларі Клінтон. Коли Барак Обама виграв номінацію від Демократичної партії, вона підтримувала його кандидатуру на радіо і телебаченні. Однак в інтерв'ю журналу «Vanity Fair» 2010 року вона прокоментувала, що «все ще вважає, що Гілларі впоралася б краще», хоча «визнає той факт, що Барак Обама успадкував непереборні проблеми». Під час президентських виборів у США 2012 року Шер і комедійна акторка Кеті Гріффін опублікували соціальну рекламу «Не дозволяйте Мітту повернути минуле щодо прав жінок». У PSA (Американське фотографічне товариство) ця пара критикувала кандидата в президенти від республіканців Мітта Ромні за його підтримку Річарда Мердока, кандидата в Сенат США, який припустив, що вагітність внаслідок зґвалтування є «частиною Божого задуму».

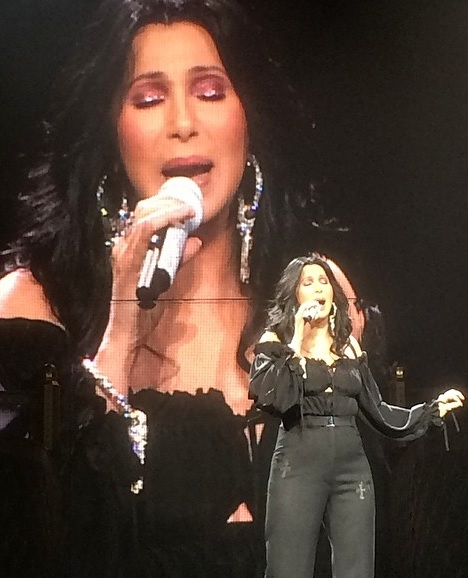
Виступ Шер 2014 року

У вересні 2013 року Шер відхилила запрошення виступити на церемонії відкриття зимової Олімпіади 2014 року в Росії через суперечливе анти-ЛГБТ-законодавство цієї країни, яке затьмарило підготовку до події. Коли у червні 2015 року Дональд Трамп оголосив про свою участь у президентських виборах, Шер зробила низку критичних коментарів щодо нього у Твіттері, заявивши, що «покарання Дональда Трампа — це сам Дональд Трамп», і що якщо він виграє, то вона «переїде на Юпітер». Коли в жовтні 2018 року на президентських виборах у Бразилії переміг Жаїр Болсонару, консервативний політик, якого бразильська журналістка Еліана Брам назвала в «The Guardian» «гомофобом, жінконенависником і расистом», Шер назвала його «свинею» і «політиком з пекла», а потім оголосила, що Болсонару потрібно «запроторити до в'язниці на все життя».
У вересні 2020 року Шер зібрала майже 2 мільйони доларів на президентську кампанію Джо Байдена у віртуальному ЛГБТ-тематичному шоу. У жовтні вона вирушила до Невади і Аризони з кампанією на підтримку Байдена, й випустила кавер-версію «Happiness is Just a Thing Called Joe», пісні 1943 року, яка була написана для музичного фільму «Хатина в небі», з текстом, переписаним під Байдена. Того ж місяця Шер опублікувала повідомлення у Twitter на підтримку Вірменії та Арцаха під час війни у Нагірному Карабасі. Вона заявила: «Ми підтримуємо народ Вірменії і закликаємо наших лідерів у Вашингтоні вести послідовну і жорстку дипломатію, необхідну для встановлення миру в регіоні Арцаха».
Під час російського вторгнення в Україну 2022 року Шер підтримала Україну. У своєму Твіттері співачка неодноразово підіймала тему війни в Україні й закликала допомагати українцям. 23 лютого Шер назвала Володимира Путіна деспотом, готовим відновити Радянський Союз, а 18 березня вона повідомила, що збирається надати притулок українським біженцям у своєму домі. Окрім цього, 1 січня 2023 року Шер виставила у Твіттері новорічне фото, де висіла іграшка у вигляді Путіна з мотузкою на шиї та двома прапорцями: Радянського Союзу та Росії.

## Вплив
Журнал «Forbes» оголосив Шер «найвідомішою співачкою і виконавицею нашого часу». Згідно з Філлом Мардером з журналу «Goldmine», Шер «була і залишається сьогодні однією з найвизначніших особистостей рок-ери». Він назвав Шер лідеркою 1960-х років серед знаменитостей, які «просували жіночий бунт у рок-світі, й прототипом жіночої рок-зірки, що встановила стандарт зовнішності, починаючи з її ранніх днів хіпі і завершуючи її пізнішими дивовижними нарядами, і її поведінкою — як ідеальної панк-жінки задовго до того, як панк став рок-терміном». Джо Лінч із «Billboard» описав Шер як «жінку, яка стала піонером андрогінної музичної ідентичності в середині 60-х» і, тим самим, «підштовхнула до цих речей таких людей, як Бові і Патті Сміт».
Кіт Колфілд з «Billboard» писав, що «окремо стоять діви, і окремо стоїть Шер». Шон Фей з журналу «Dazed» уточнює: «Якби Мадонна і Lady Gaga, Кайлі та Сінді Лопер грали в футбол, то Шер була б стадіоном, де вони грають, і сонцем, що їх освітлює». Зі слів Джеффа Маєрса з «The Buffalo News», «вона змінювала свою музику в дусі часу, впродовж кількох десятиліть, замість того, щоб змінювати сам час за допомогою новаторської роботи»; втім, він визнавав, що наступних попспівачок надихнула здатність Шер поєднувати «вміння привертати увагу з глибокою музикальністю… і робити правильні заяви за допомогою широкого розмаїття модних ідіом… щоб легко переходити від одного піджанру попмузики до іншого і шокувати, не відштовхуючи своїх шанувальників», а також свій харизматичний сценічний образ і сильну підтримку ЛГБТ-спільноти серед її фанатів. Робота Шер вплинула на таких артисток, як Бейонсе, Бонні МакКі, Брітні Спірс, Крістіна Агілера, Сінді Лопер, Дрю Беррімор, гурт Garbage, Гвен Стефані, Гелена Вондрачкова, Дженніфер Лопес, Ліззо, Пауліна Рубіо, Pink, Мадонна, Марк Джейкобс, Тіна Тернер, і Lady Gaga. Gaga вивчала гру Шер у «Владі місяця», щоб зіграти роль Еллі у фільмі «Народження зірки» 2018 року. ЗМІ зазвичай називають Шер «богинею попмузики».
Шер неодноразово перевтілювалася в різні персонажі, за що професор Річард Аквіла з Державного університету Болл назвав її «абсолютним попхамелеоном». Зі слів Марка Снетікера з «Entertainment Weekly», «Шер пливла з покоління в покоління, підхоплювала нових шанувальників, захоплювала і старих, винайшла свій власний міф і дивовижно виблискувала через все це». Брук Мазурек з журналу «Billboard» писала, що вона «докорінно змінила уявлення про те, чого попзірка може візуально досягти, як вона може втілюватись у безліч персонажів на сцені й поза нею». Джеймс Рід з «The Boston Globe» уточнює: «Нарівні з Девідом Бові вона є одним з оригінальних хамелеонів у попмузиці, постійно змінюється і кидає виклик нашому сприйняттю її». «The New York Times» оголосила Шер «Королевою повернення». Зі слів письменниці Люсі О'Брайєн, «Шер дотримується американської мрії щодо перетворення себе: „старіти не обов'язково означає застарівати“».

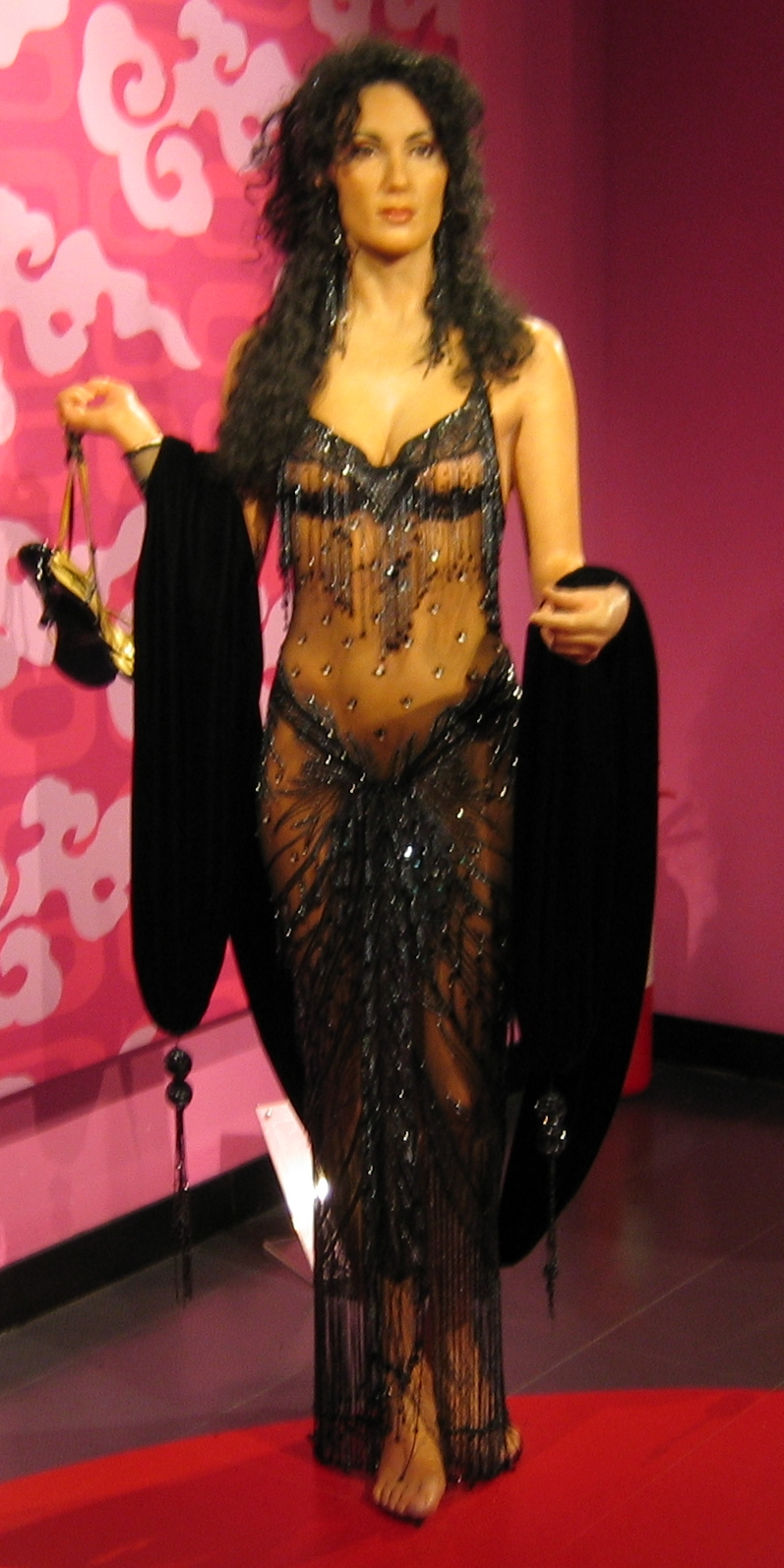
Воскова фігура Шер у вбранні, схожому на те, яка вона носила під час церемонії нагородження «Оскаром» 1988 року

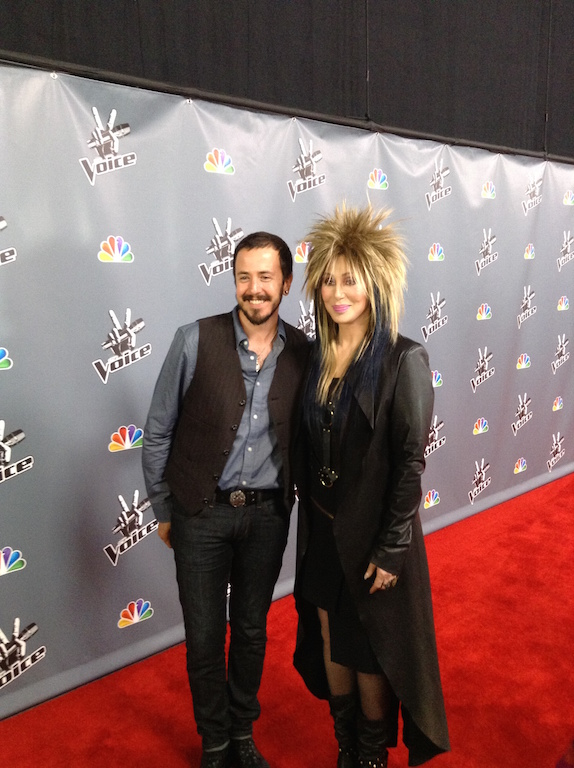
Шер і музикант Метт Морріс (2013)

Письменник Крейг Кроуфорд у своїй книзі «Політика життя: 25 правил виживання в жорстокому і маніпулятивному світі» (2007) описує Шер як «модель гнучкого кар'єрного менеджменту» і пов'язує її кар'єрні успіхи з постійною зміною свого іміджу відповідно до тенденцій масової культури, що еволюціонують. Далі він пояснює, що вона виставляла «кожну кардинальну зміну стилю, як ще один приклад повстання — імідж, який дозволив їй робити виважені зміни й здаватись послідовною». Письменник Грант Маккракен заявив: «Термін „перевтілення“ нині часто вживають у розмовах про кар'єру американських знаменитостей. Але у випадку з Шер він особливо доречний тому, що вона схильна ловити кожну нову хвилю моди, яка швидко застаріває і завдає удару по популярності Шер. Тільки істотні зміни дозволяють їй знову повернути собі славу». Її «чесність» та «наполегливість» підкреслюються в серії ілюстрованих книг для дітей з повчальними історіями «Досягнення своїх цілей», у яких детально описане її життя, що підкреслює важливість самоактуалізації: «протягом багатьох років Шер наполегливо працювала, щоб стати успішною співачкою. Потім вона багато працювала, щоб стати акторкою. Навіть коли їй потрібні були гроші, вона відмовлялася від ролі в кіно, якщо та їй не підходила. Її метою завжди було стати гарною акторкою, а не просто заможною і знаменитою».
«Здатність Шер створити надзвичайно успішну і тривалу кар'єру жінки у світі розваг, де домінують чоловіки» привернула увагу критикинь-феміністок. За словами письменниці Дайани Негри, Шер була представлена на початку своєї кар'єри як продукт чоловічої творчості; Шер згадувала, що «Це був час, коли дівчат-співачок гладили по голівці за те, що вони хороші, і радили їм не думати». Однак, образ Шер у підсумку змінився через її «відмову залежати від чоловіка і рішучість не тільки побудувати кар'єру (як акторки) на своїх власних умовах, але й відмовитися від традиційної ролі, відведеної жінкам за сорок в індустрії, яка фетишизує молодь», — писав письменник Івонн Таскер. Вона була представлена у 16 випуску щорічного журналу «MS.», як «справжня феміністська героїня» і зразок для наслідування жінок 1980-х років: «Шер, прямолінійна, татуйована, дислексична мати-одиначка, перша володарка „Оскара“, яка вступила в шлюб з відомим героїновим наркоманом і визнала себе жертвою моди за власним вибором, нарешті потрапила в епоху, яка не боїться аплодувати справжнім жінкам».
Стефані Браш із «The New York Times» писала після телепередачі з перемогою Шер на «Оскарі» 1988 року, що вона «виконує ту ж функцію для жінок-кіноглядачок, яку Джек Ніколсон завжди виконував для чоловіків. Вільна від тягаря завжди бути коханкою Америки, вона — та, хто уособлює нас жінок у наших фантазіях про помсту, вказує усім цим бовдурам… куди саме вони мають йти. Ви повинні не просто бути красивими, щоб вам це так минулось. Ви повинні бути Шер протягом 40 років». Інтерв'ю Шер 1996 року для Джейн Полі з телепередачі Dateline NBC стало вірусним відео 2016 року; у ньому Шер розповідає, як мати просила її «заспокоїтися і вийти заміж за багатія», на що Шер відповідала: «Мамо, я і є багатій». Цитату Шер «Мамо, я заможна людина» було додано до музичного відео Тейлора Свіфта «You Need to Calm Down» 2019 року. Еріка Кам з журналу «Bustle» так це прокоментувала: «Цитата Шер показує з іншого боку типові гендерні норми… Тоді цілком логічно, чому Свіфт захотіла взяти приклад з Шер».
Алек Мапа з журналу «The Advocate» уточнює: «Поки всі ми спали, Шер була там останні чотири десятиліття і переживала кожну з наших дитячих фантазій… Шер втілює в собі непримиренну свободу і безстрашність, про яку деякі з нас можуть лише мріяти». Дженсі Данн з «Rolling Stone» написала: «Шер — найкрутіша жінка, яка будь-коли стояла в туфлях. Чому? Тому що її девіз: „Мені все одно, що ви думаєте, я носитиму цю різнокольорову перуку“. По всій Америці є люди, які в глибині душі хотіли б ходити на побачення з вдвічі молодшими за себе, робити численні татуювання і носити головні убори з пір'ям. Шер робить це для нас». Александер Ф'юрі з «The Independent» написав, що Шер «являє собою, здавалося б, безсмертний, всемогутній, унікумний рівень слави». Беґо заявив: «Ніхто в історії шоу-бізнесу не робив кар'єру такої величини і масштабу, як Шер. Вона була підлітковою попзіркою, телеведучою, моделлю журналу мод, рок-зіркою, попспівачкою, бродвейською акторкою, кінозіркою, удостоєна нагороди „Оскар“, сенсацією стилю диско і предметом безлічі газетних статей».
Її численні повернення й зміни в кар'єрі завжди обговорювали. Продюсер Девід Геффен оголосив її «загальновідомою кішкою з дев'ятьма життями» і що «вона сьогодні актуальна, як і раніше, як це було в 1960-х роках». Марк Беґо писав: «Щойно ви думаєте, що вона вже вичерпала себе, Шер відтворює себе і набуває абсолютно нової особистості». Повернення Шер до музики 1998 року, у жанрі денс, надихнуло інших артистів-ветеранів, таких як Дайана Росс, Лайонел Річі і Тіна Тернер, наслідувати її звучання і копіювати її успіх. Зі свого боку Шер заявила: «Я відчуваю себе як бампер машини, коли я врізаюсь у стіну, я відступаю і йду іншим напрямком. За свою кар'єру я врізалася в купу бісових стін. Але я не зупиняюся. Я думаю, мабуть, це моя найкраща риса: просто не зупинятися».

Зірка Сонні і Шер на Голлівудській алеї слави

## Досягнення
Як сольна артистка, Шер продала 100 мільйонів записів у всьому світі (на додаток до 40 мільйонів як «Sonny & Cher»), що робить її однією з найбільш комерційно успішних музичних виконавиць усіх часів. Вона — одна з небагатьох артисток, які виграли три з чотирьох головних американських нагород у царині розваг (EGOT — «Еммі», «Греммі», «Оскар» і «Тоні»), і одна з п'яти співачок-акторок, які отримали статус «сингл номер один» у чартах США і виграли премію Акторської академії. Її проривний сингл «I Got You Babe», що вийшов у складі дуету «Sonny & Cher», було внесено до Зали Слави Греммі, а також до списку «500 найкращих пісень усіх часів», складеного «Rolling Stone» 2003 року. Журнал «Billboard» назвав сингл Шер «Gypsys, Tramps & Thieves» 1971 року «однією з найкращих пісень 20-го століття». Її пісня 1998 року «Believe» була визнана восьмою улюбленою піснею у світі в опитуванні, проведеному BBC 2003 року — вона була єдиною американською піснею, що потрапила до цього списку. 1988 року Шер стала першою виконавицею, що одного й того самого року здобула премію «Оскар» за акторську майстерність і випустила альбом, який отримав золоту сертифікацію від RIAA, з моменту створення цієї золотої нагороди 1958 року.
Шер — єдина на сьогодні артистка, чиї сингли посідали перше місце у чарті «Billboard» протягом шести десятиліть поспіль, з 1960-х по 2010-ті роки. Вона найдовше в історії посідала перше місце у чарті синглів «US Billboard Hot 100»: 33 роки, сім місяців і три тижні, починаючи з «I Got You Babe», що уперше посіла перше місце в списку 14 серпня 1965 року, і до останньої «Believe», яка 3 квітня 1999 року потрапила на перше місце і протрималася там тиждень. Випустивши 1998 року композицію «Believe», Шер, якій тоді було 52 роки, стала найстаршою артисткою, пісня якої посіла першу сходинку чартів США в епоху популярності рок-музики. «Billboard» оцінив її 43-м номером у списку «100 найгарячіших артистів усіх часів»/ 2014 року журнал «Billboard» назвав її 23-ю найкасовішою гастрольною артисткою з 1990 року, із загальним отриманим прибутком 351,6 мільйона доларів і 4,5 мільйонами відвідувачів на її концертах.

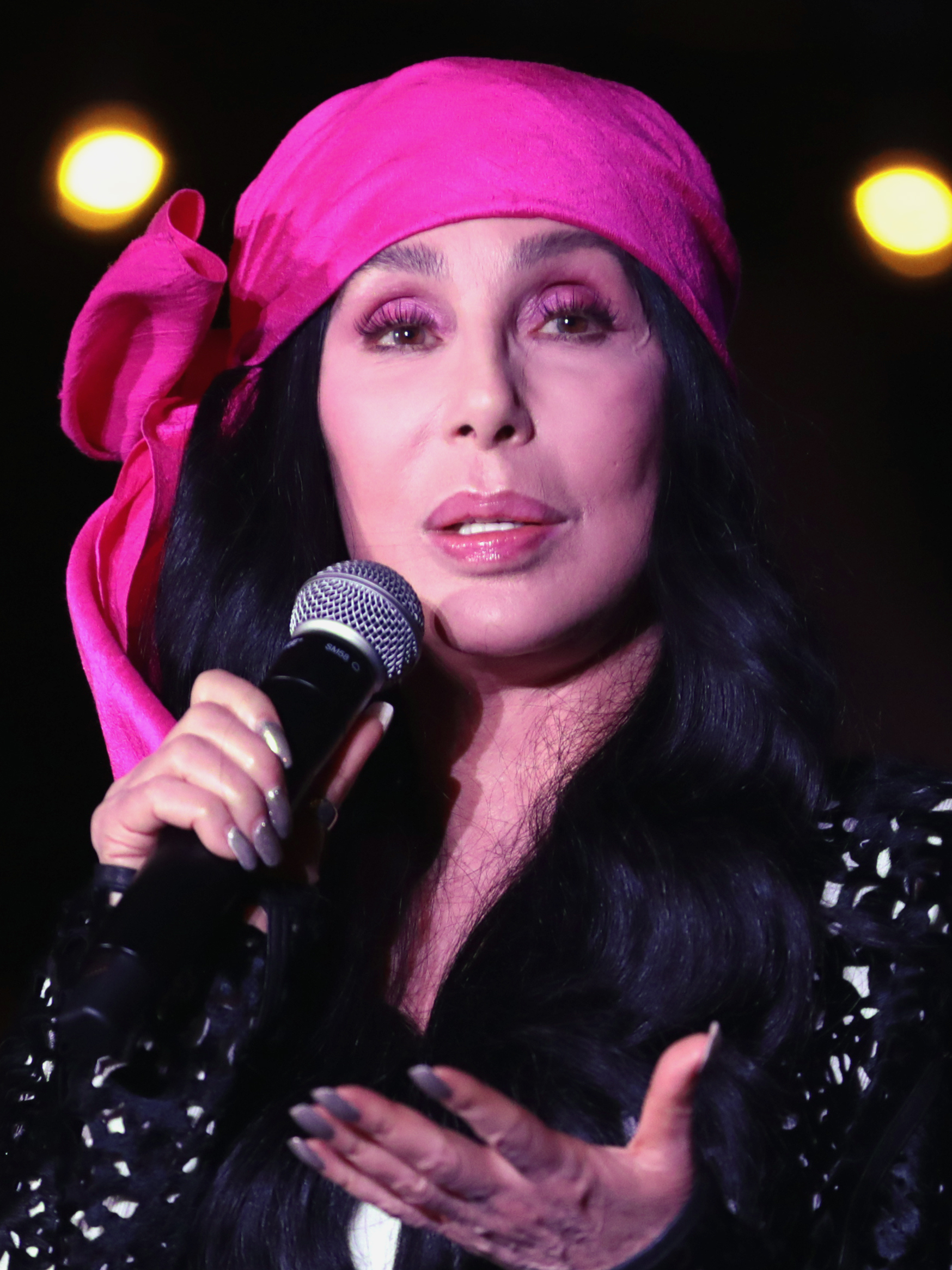
Шер 2021 року

Шер здобула численні почесні нагороди, у тому числі премію «Жінка року» 1985 року від Товариства театральних постановок «Hasty Pudding» Гарвардського університету, премію «Авангард» на «GLAAD Media Awards» 1998 року, премію «Легенда» на «World Music Awards» 1999 року, спеціальну «Нагороду за вплив на моду» на «CFDA Fashion Awards» 1999 року, «Нагороду за артистичні досягнення» на «Billboard Music Awards» 2002 року, «Нагороду за життєві досягнення» на церемонії «Glamour Awards» 2010 року, нагороду «Легенда» від журналу «Attitude» 2013 року, премію «За заохочення» на церемонії «amfAR Gala» 2015 року, музичну нагороду «Ікона» на церемонії «Billboard Music Awards» 2017 року, і Почесний знак Кеннеді-центру 2018 року. 2010 року Шер вшанували правом розмістити відбитки своїх долонь і ніг на бетоні у дворі перед китайським театром Граумана в Голлівуді. Вона має зірку на Алеї слави в Голлівуді в складі дуету «Sonny & Cher». 1983 року Шер знову удостоєно честі бути розміщеною на цій алеї як сольна артистка, але вона втратила цю можливість, оскільки відмовилася від обов'язкової особистої присутності.
2003 року Шер з'явилася під номером 41 у списку каналу VH1 «200 найбільших ідолів попкультури», що містить «людей, які значно надихнули американське суспільство і вплинули на нього». Вона посіла 31-ше місце в списку VH1 «100 найзнаменитіших жінок у музиці», що охоплює період 1992—2012 років. Журнал «Esquire» помістив її під номером 44 у своєму списку «75 найвизначніших жінок усіх часів». Журнал «People» заніс її до списку «100 найкращих кінозірок нашого часу». У дослідженні 2001 року документального телевізійного серіалу «Біографія», її оцінено як третю улюблену акторку в головній ролі усіх часів після Одрі Хепберн і Кетрін Хепберн.

## Дискографія
Студійні альбоми
1. All I Really Want to Do (1965)
2. The Sonny Side of Chér (1966)
3. Chér (1966)
4. With Love, Chér (1967)
5. Backstage (1968)
6. 3614 Jackson Highway (1969)

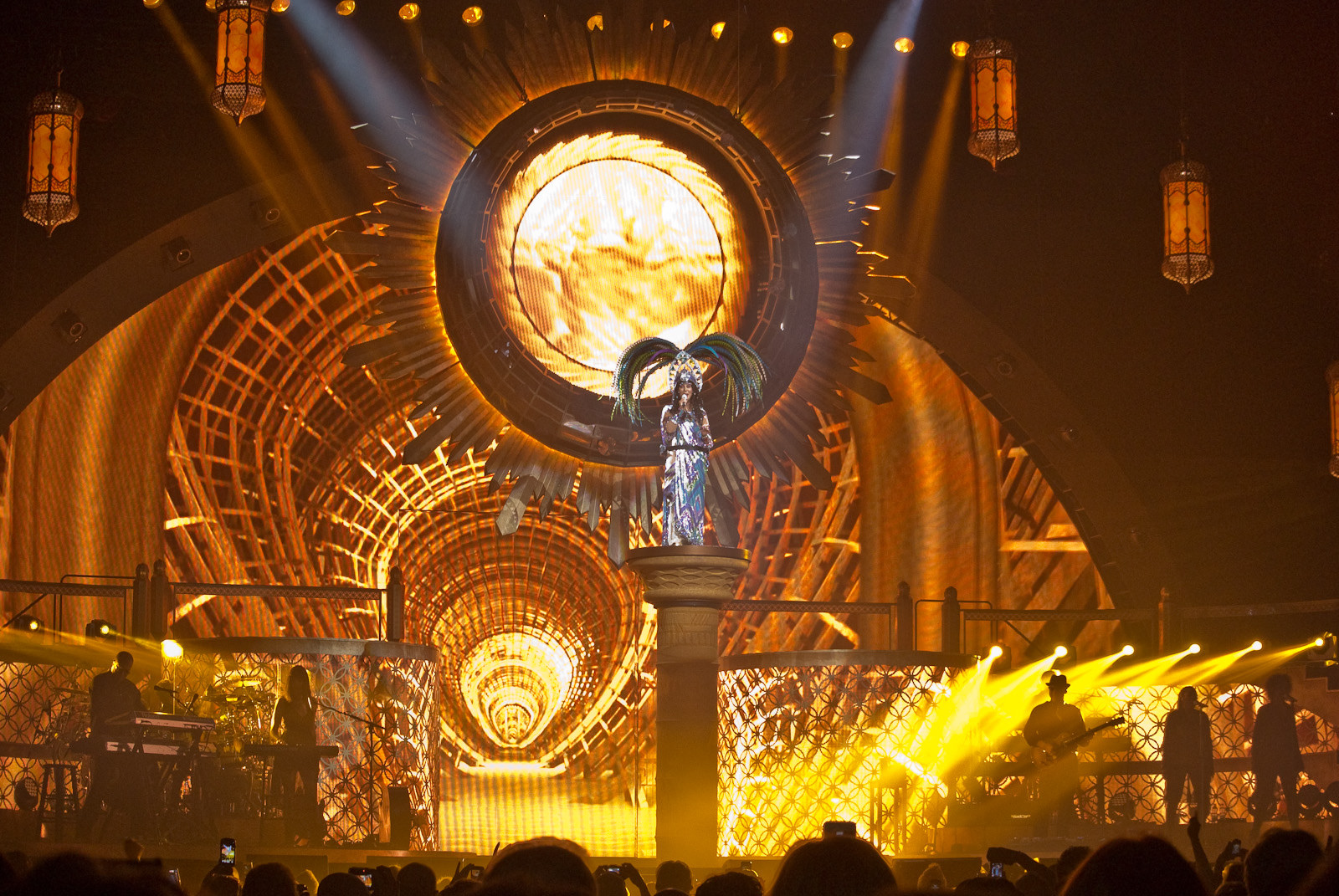
Сцена концерту Шер 2014 року

7. Chér (1971) (перевиданий як Gypsys, Tramps & Thieves)
8. Foxy Lady (1972)
9. Bittersweet White Light (1973)
10. Half-Breed (1973)
11. Dark Lady (1974)
12. Stars (1975)
13. I'd Rather Believe in You (1976)
14. Cherished (1977)
15. Two the Hard Way (1977) (з Греггом Оллменом як Allman and Woman)
16. Take Me Home (1979)
17. Prisoner (1979)
18. Black Rose (1980) (як гурт Black Rose)
19. I Paralyze (1982)
20. Cher (1987)
21. Heart of Stone (1989)
22. Love Hurts (1991)
23. It's a Man's World (1995)
24. Believe (1998)
25. Not.com.mercial (2000)
26. Living Proof (2001)
27. Closer to the Truth (2013)
28. Dancing Queen (2018)
29. Christmas[en] (2023)

## Концерти
| - Cher in Concert (1979—1982) - Heart of Stone Tour (1989—1990) - Love Hurts Tour (1991—1992) - Do You Believe? (1999—2000) - Living Proof: The Farewell Tour (2002—2005) - Dressed to Kill Tour (2014) - Here We Go Again Tour (2018—2020) | - A Celebration at Caesars Palace (1979—1982) - Cher (2008 – 2011) - Classic Cher (2017—2020) |

## Фільмографія
- Дикуни на пляжі (1965)
- Хороші часи (1967)
- Честіті (1969)
- Повертайся о п'ятій і десятій, Джиммі Діне, Джиммі Діне (1982)
- Сілквуд (1983)
- Маска (1985)
- Підозрюваний (1987)
- Іствікські відьми (1987)
- Влада місяця (1987)
- Русалки (1990)
- Гравець (1992)
- Висока мода (1994)
- Вірність (1996)
- Якби стіни могли говорити (1996)
- Чай з Муссоліні (1999)
- Застряг у тобі (2003)
- Бурлеск (2010)
- Зоонаглядач (2011)
- Мамма Міа! Це знову ми (2018)

## Телебачення
- The Sonny & Cher Nitty Gritty Hour (1970)
- The Sonny & Cher Comedy Hour (1971—1974)
- Cher (1975—1976)
- The Sonny and Cher Show (1976—1977)
- Cher... Special (1978)
- Cher… And Other Fantasies (1979)
- Standing Room Only: Cher in Concert (1981)
- Cher… A Celebration at Caesars (1983)
- Cher at the Mirage (1991)
- Sonny & Me: Cher Remembers (1998)
- Cher: Live in Concert — From the MGM Grand in Las Vegas (1999)
- Cher — The Farewell Tour (2003)
- Dear Mom, Love Cher (2013)
- Cher & the Loneliest Elephant (2021)